# Brütsch Mopetta
Die Brütsch Mopetta ist ein offener einsitziger Kleinstwagen aus bundesdeutscher Produktion mit türloser Kunststoff-Karosserie, drei Rädern und einem Einzylinder-Zweitaktmotor aus einem Moped mit rund 50 Kubikzentimeter Hubraum. Konstrukteur war der deutsche Unternehmer und ehemalige Rennfahrer Egon Brütsch aus Stuttgart. Das Pkw-Modell wurde schrittweise weiterentwickelt und im weiteren Verlauf zunächst nur als Mopetta vermarktet sowie zuletzt als Opelit Mopetta oder allein als Opelit bezeichnet. Zwischen Oktober 1956 und dem Frühjahr 1958 entstanden nach übereinstimmenden Quellen nur 14 Exemplare des Mopedautos.

## Übersicht

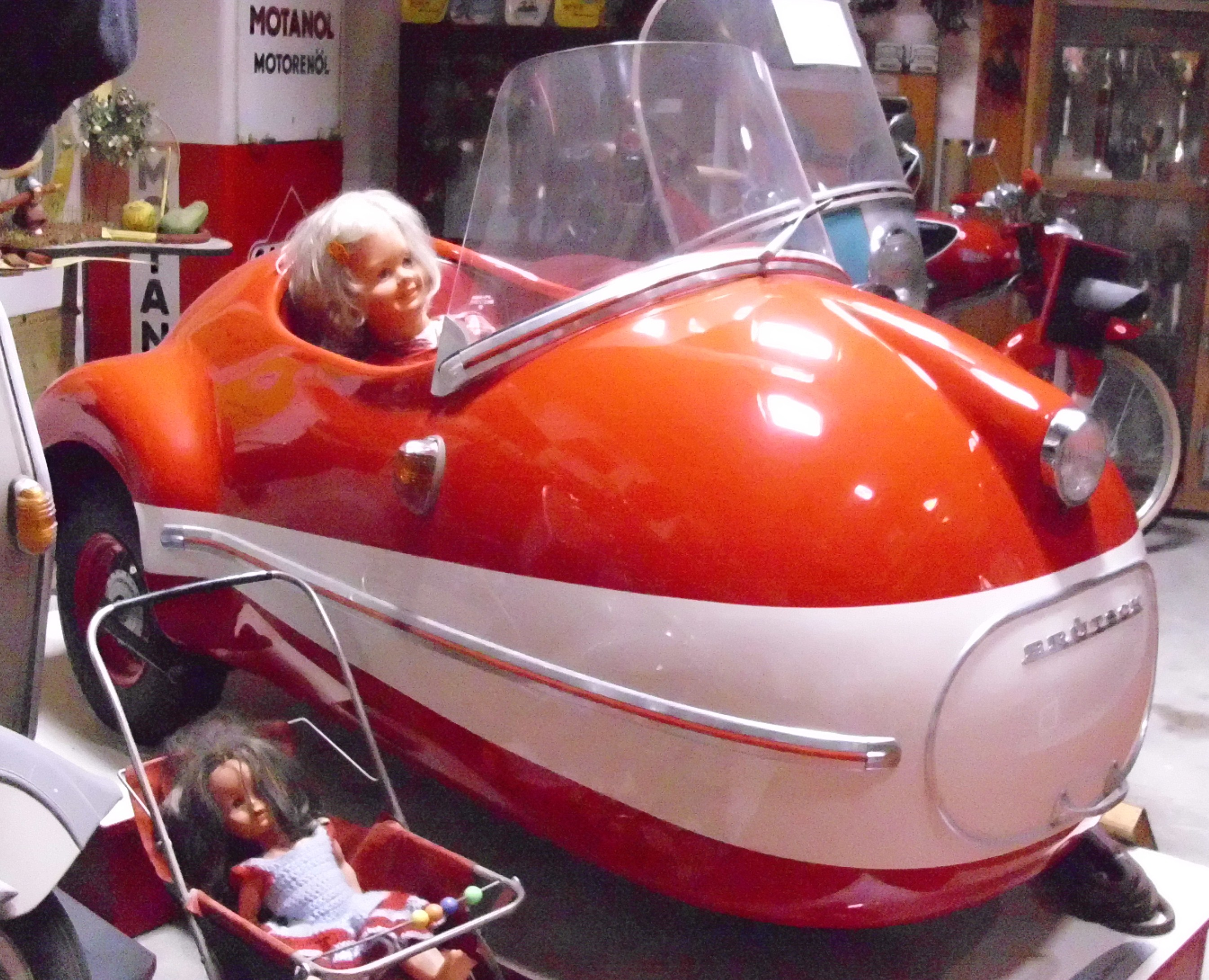
Die Brütsch Mopetta in der Ausführung aus der ersten Jahreshälfte 1957 von vorne rechts: Geschlossene Front und Brütsch-Schriftzug. Typisch für alle originalen Mopettas: Einzelner Frontscheinwerfer und auf der rechten Seite eine durchgehende Karosseriekontur bis zum Hinterrad

Straßenverkehrsrechtlich galt die Brütsch Mopetta – jedenfalls in der Bundesrepublik Deutschland und ungeachtet der drei Räder – als Moped. Sie war damit von der regulären Kraftfahrzeugsteuer und der Führerschein-Pflicht, wie sie für herkömmliche Personenwagen galten, befreit sowie bauartbedingt in der Höchstgeschwindigkeit begrenzt.
Die Mopetta war das kleinste einer Reihe von sogenannten „Ei-Autos“ mit offenen, türlosen Kunststoffkarosserien, die Brütsch zwischen Oktober 1954 und dem Frühjahr 1958 entwarf. Der bekannteste Entwurf war der größere Brütsch 200 Spatz aus dem Oktober 1954. In grundlegend überarbeiteter Form mit vier statt ursprünglich drei Rädern bauten die Bayerischen Autowerke GmbH (BAG) in Traunreut unter Führung des Unternehmers Harald Friedrich und danach die Victoria-Werke AG in Nürnberg zwischen Februar 1956 und Februar 1958 rund 1600 Fahrzeuge als Spatz und Victoria 250.
Bei der Vorstellung der kleineren Brütsch Mopetta im Oktober 1956 war noch ein Frontmotor mit Antrieb des einzelnen, gelenkten Vorderrads geplant; das Fahrzeug sollte sogar schwimmfähig sein. In der endgültigen Ausführung lag der Motor jedoch außen links neben dem Fahrer und trieb allein das linke Hinterrad an.
Als Investor fungierte kurzzeitig der Frankfurter Unternehmer Georg von Opel. Er plante, 100.000 Mopettas ab Ende 1957 bei dem kriselnden Motorradhersteller Horex im hessischen Bad Homburg vor der Höhe bauen zu lassen. Zu einem Stückpreis von 1045 D-Mark wollte er sie innerhalb von vier Jahren unter dem Markennamen Mopetta beziehungsweise Opelit verkaufen. In diesem Zusammenhang trat auch die Mopetta GmbH mit Sitz in Frankfurt am Main in Erscheinung.
Neben Horex und der Mopetta GmbH war ferner das Frankfurter Unternehmen Opelit Bootswerft & Kunststoff-Gesellschaft in die Planungen und die Entwicklung eingebunden; von Opel hatte es unabhängig von diesem Fahrzeugprojekt bereits Jahre zuvor gegründet. Der Investor zog sich jedoch im Frühjahr 1958 kurzfristig aus dem Projekt zurück, bevor die eigentliche Serienfertigung angelaufen war. Mit dem Ende der Kooperation und damit des gesamten Projekts verblieben zehn Mopettas bei Brütsch und nur eine bei von Opel.
Einzelne Exemplare sind bis heute erhalten geblieben, teils noch fahrfähig und vielfach bestaunte Ausstellungsstücke von Automobilmuseen, vor allem in Kleinwagen-Sammlungen. Gelegentlich wurden und werden Nachbauten (Replikas) der Mopetta angeboten, teilweise mit moderneren Motoren von Honda oder Suzuki; die Nachbauten, die wegen des einfachen Aufbaus vergleichsweise leicht herzustellen sind, entstehen vereinzelt außer in Deutschland auch im Vereinigten Königreich.
Die Mopetta brachte Egon Brütsch ebenso wenig einen dauerhaften unternehmerischen Erfolg wie seine übrigen Fahrzeugentwürfe. Erfolg hatte er erst, als er im Herbst 1958 den Automobilbau aufgab und sich mit über 50 Jahren neuen Geschäftsfeldern zuwandte, insbesondere dem Bau und Vertrieb von Fertighäusern.
Mit anderen motorisierten Kleinstfahrzeugen konkurriert die Mopetta bis heute um den „Titel“ des „kleinsten Automobils der Welt.“

## Hintergründe

### Der Konstrukteur Egon Brütsch

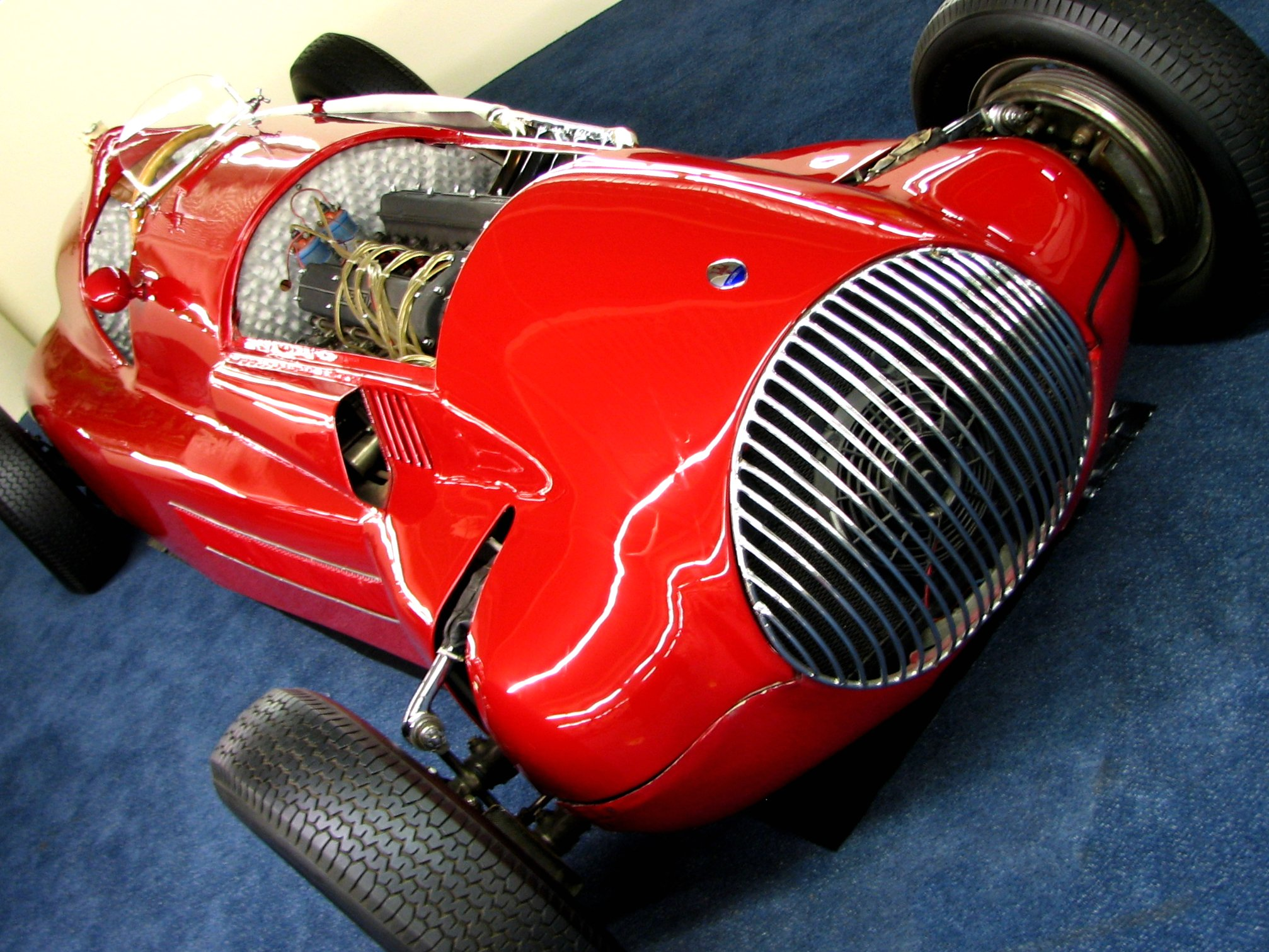
Der von Brütsch mitkonstruierte und von ihm bis 1949 eingesetzte EBS-Maserati von 1948

Egon Brütsch (1904–1988) stammte aus wohlhabenden Verhältnissen; sein Vater hatte im hohenzollernschen Jungingen eine Fabrik für Damenstrümpfe aufgebaut. Zeitlebens interessierte er sich kaum für das Unternehmen, das er nach dem Tod des Vaters als Erbe übernommen hatte. Die finanziellen Verhältnisse ermöglichten ihm zwischen den Weltkriegen eine Karriere als Rennfahrer, zunächst auf Motorrädern, dann auf Automobilen. Seine größten Motorsporterfolge konnte er in den Jahren unmittelbar nach dem Zweiten Weltkrieg feiern: Vor der Währungsreform 1948 tauschte er Damenstrümpfe gegen hochwertige Maschinenteile, darunter einen kompressorgeladenen 3,7-Liter-Maserati-Rennsportmotor aus der Vorkriegszeit. Ihn baute Brütsch in ein solides, speziell für Rennen entworfenes und individuell gebautes Rohrrahmen-Chassis ein; wesentliche Arbeiten führte der Ingenieur Westenrieder auf Basis eines Leiterrahmens aus, der von einem im Krieg genutzten Alfa Romeo stammte. Versehen mit einer leichtgewichtigen, stromlinienförmigen Monoposto-Karosserie trat Brütsch mit dem EBS-Maserati erfolgreich bei zahlreichen Nachkriegsrennen gegen Konkurrenten an, die meist Veritas-Rennwagen oder Eigenbauten fuhren. EBS stand für Egon Brütsch, Stuttgart. Dabei profitierte er von der Regelung, nach der die deutschen Nachkriegsrennen bis 1949 allgemein nach der Formula Libre ausgetragen wurden; allerdings erhielten nur Fahrer von Formel-2-Fahrzeugen auch Punkte für die Deutsche Meisterschaft.
Seine Rennsport-Karriere beendete Brütsch 1950 mit Mitte 40: Neben dem Alter spielte der Umstand eine Rolle, dass mit der Währungsreform der für ihn lukrative Tauschhandel geendet hatte; zudem wurden 1950 neue Rennklassen eingeführt, die die bis dahin genutzten Rennfahrzeuge mit aufgeladenen Motoren de facto ausschlossen.
Nach dem EBS-Maserati, der ein Einzelstück blieb, entwarf und baute Brütsch zwischen Frühjahr 1950 und Herbst 1958 zahlreiche verschiedene Automobile, darunter Nachbauten seines Rennwagens „im Maßstab 2 : 1“ für Kinder, vier Coupés und Cabriolets des Brütsch 1200 auf Basis des Ford Taunus 12M und zwei Coupés auf Basis des Mercedes-Benz 220. Seine parallel entworfenen Kleinwagen brachten Brütsch in Kontakt mit Personen wie dem deutschen Vespa-Lizenznehmer Oskar J. Hoffmann, dem Italiener Piero Dusio, vormals Inhaber von Cisitalia, und dem Geschäftsmann Henning Thorndal, als Inhaber der Rheinischen Automobil-Fabrik (RAF) in Ludwigshafen damals Hersteller des Champion; andere Kontakte Brütschs bestanden in der Frühphase zu Unternehmen wie den NSU Motorenwerken in Neckarsulm, zu Zündapp in Nürnberg und Steyr-Puch im österreichischen Graz.
Brütsch selbst hatte weder die personellen noch finanziellen Möglichkeiten, alleine eine größere Serienfertigung von Automobilen aufzubauen. Sein Ziel war daher, Kooperationspartner für eine gemeinsame Automobilproduktion zu finden oder seine Fahrzeugentwürfe an Unternehmer zu verkaufen. Zu den Betrieben, die Lizenzverträge mit Brütsch eingingen, gehörten neben BAG und Victoria insbesondere das Schweizer Unternehmen A. Grünhut & Co. in Wollerau im Kanton Schwyz unter dem Markennamen Belcar sowie jeweils in Frankreich Jean Avot mit der Avolette, Nodic in Levallois-Perret mit der Rollera und Union Industrielles in Neuilly-sur-Marne mit dem Jet.
Die Brütsch Mopetta von 1956 vereinte eine Reihe von besonderen Merkmalen, die Brütsch bereits früher bei verschiedenen Fahrzeugmodellen umgesetzt hatte, nun jedoch in weiter verkleinerter Form.

### Frühere einsitzigeBrütsch-Kleinwagen
Bereits im Sommer 1950 hatte Brütsch seinen ersten einsitzigen Kleinwagen vorgestellt, das offene Touren- und Sportmodell mit vier Rädern und Einzylinder-Zweitaktmotoren; neben einem NSU-Triebwerk mit 125 Kubikzentimeter Hubraum war auch eines von Baker & Pölling mit 250 Kubikzentimeter eingeplant, das ursprünglich aus einer Kettensäge stammte. Es folgte 1950/51 das einsitzige Modell T, später auch Eremit genannt, mit einer Coupé-Karosserie und dem gleichen Motor von Baker & Pölling. Ein weiterer einsitziger Vorläufer der Mopetta war der im September 1955 präsentierte Brütsch Zwerg – Einsitzer.

### DieBrütsch-Kleinwagen mit Kunststoffkarosserien

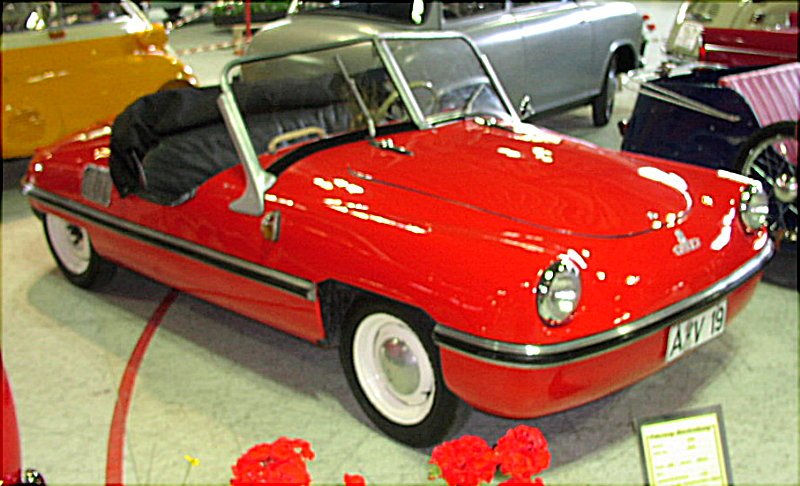
Ein von BAG gebauter Spatz (1956/57), eine Weiterentwicklung des ersten von Brütsch entworfenen Automobils mit Kunststoff-Karosserie, dem ursprünglich dreirädrigen Brütsch 200 Spatz

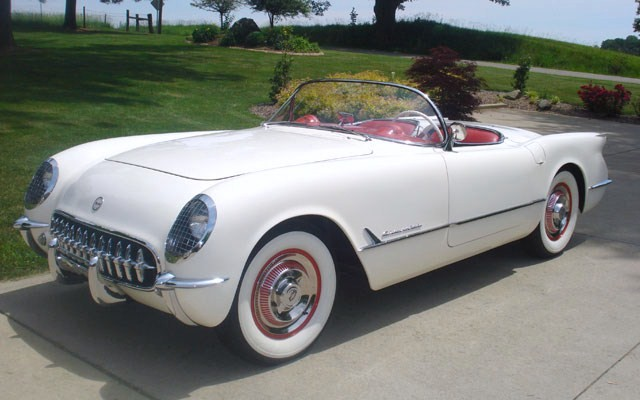
Eine Chevrolet Corvette von 1953: Der noch ungewöhnliche Kunststoff-Aufbau inspirierte Brütsch zum Bau eigener GFK-Karosserien

Den Plan, für seine Automobile eigene Karosserien aus Kunststoff zu entwerfen und selbst zu bauen, verfolgte Brütsch durchgängig von Oktober 1954 bis Herbst 1958, beginnend mit dem Brütsch 200 Spatz. Hintergrund war, dass wiederholt interessierte Unternehmer davon abgesehen hatten, bei Brütsch eine Fertigungslizenz für eines seiner Modelle zu erwerben, als er ihnen offenlegte, was die Anschaffung von Blechpressen kostet, die für die Serienfertigung von Stahl-Karosserien benötigt wurden.
Die Idee, Kunststoff als Karosseriematerial zu nutzen, kam Brütsch durch den 1953 neu vorgestellten US-amerikanischen Sportwagen Chevrolet Corvette; er selbst ließ bereits im Sommer 1954 die Karosserie des dritten und zugleich letzten Brütsch 1200 Coupé von dem Karosseriebauunternehmen Friedrich Wacker in Pforzheim aus Kunststoff fertigen, wobei die bisherigen Stahlblechkarosserien von Wendler als Vorbild dienten. Brütsch war von den Möglichkeiten des neuen Materials derart überzeugt, dass er mit der Entwicklung seiner eigenen eiförmigen Kunststoffkarosserien begann. Sie bestanden aus zwei separat gefertigten Halbschalen, einer oberen und einer unteren, die durch ein Band zusammengehalten wurden. Die Kunststoffkarosserien von Brütsch waren – auch bedingt durch die Wölbung – derart stabil, dass „bis zu zehn Männer auf einer stehen konnten, ohne dass sie brach“; sie wogen nur die Hälfte einer gleich großen Stahlblechkarosserie.
Die Karosseriehalbschalen entstanden aus glasfaserverstärktem Kunststoff (GFK) in wiederverwendbaren Holzformen: Bestandteile waren Glasfasermatten, erhitztes, flüssiges Polyesterharz und andere Substanzen wie Härter. Das Kunstharz war so zusammengesetzt, dass die Karosserien bei Temperaturen über 21 Grad Celsius von selbst an der Luft aushärteten. Das Trocknen dauerte noch mindestens 24 Stunden. Das Harz bezog Brütsch von der Badischen Anilin- & Soda-Fabrik (BASF) in Ludwigshafen, anfänglich in Gebinden von 70 Kilogramm zu einem Preis von 10 D-Mark pro Kilogramm.

### Die direkten Vorläufer derMopetta

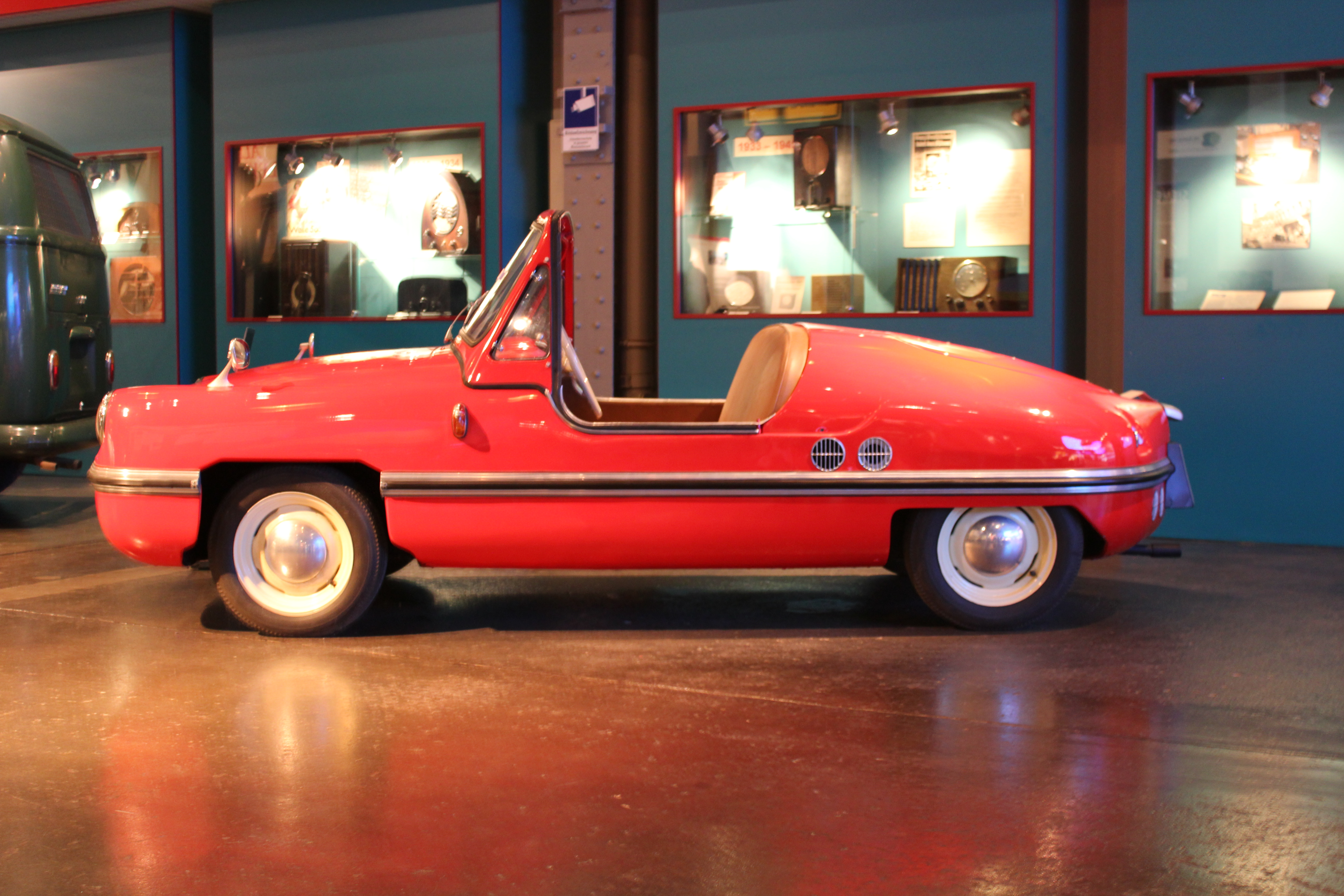
Ein Victoria 250 von 1957/58, der auf den Brütsch 200 Spatz mit hinterem Einzelrad von 1954 zurückgeht

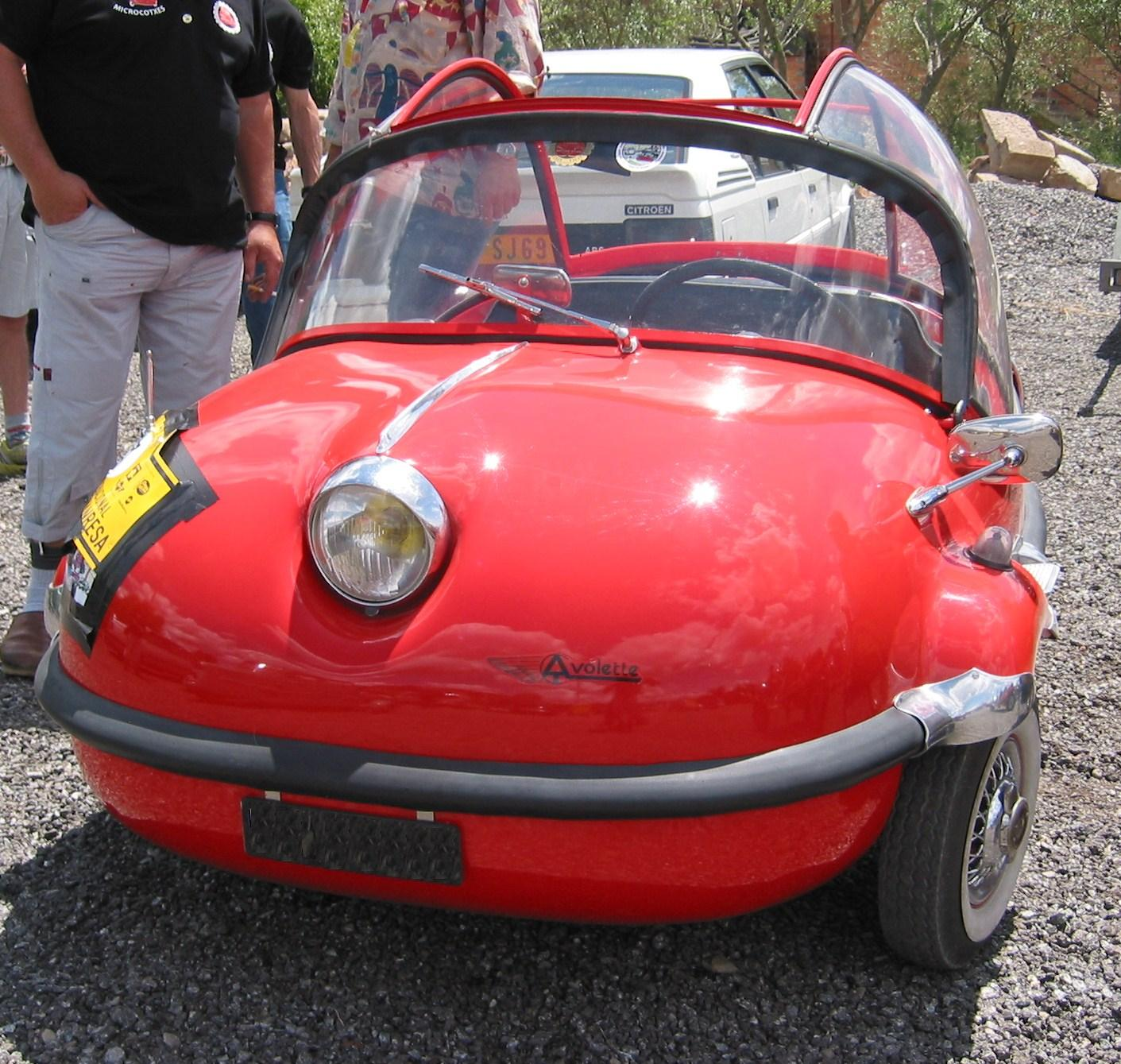
Die Ende 1956 präsentierte französische Avolette mit hinterem Einzelrad, die auf dem 1955 vorgestellten Brütsch Zwerg basiert

Ein Vorläufer der Mopetta war der Brütsch 200 Spatz, der im Oktober 1954 auf dem Pariser Automobilsalon debütierte. Er hatte eine konventionelle Vorderachse mit zwei Rädern, aber nur ein einzelnes Hinterrad, über das auch der Antrieb erfolgte. Er bot auf einer durchgehenden Bank sogar drei (enge) Sitzplätze nebeneinander mit Lenkung von der Mitte aus und nutzte einen Einzylinder-Zweitaktmotor von Fichtel & Sachs als Mittelmotor mit 191 Kubikzentimeter Hubraum und 10 DIN-PS (7,4 kW) bei 5250 Umdrehungen pro Minute; die Kraft wurde über ein elektrisch geschaltetes Ziehkeil-Vierganggetriebe übertragen.
Eine weitere Besonderheit des Mopetta-Vorläufers 200 Spatz war die selbsttragende Struktur der Kunststoffkarosserie ohne separaten Rahmen: Antriebs-, Fahrwerks- und Lenkungsteile waren unmittelbar an der Karosserie befestigt. Das führte jedoch bei längeren Fahrten auf unebenem Untergrund zu Rissen in der Kunststoffkarosserie und in dieser Form zur Verkehrsuntüchtigkeit des Modells; dieser Aspekt erlangte später in einem Rechtsstreit mit dem Lizenznehmer BAG noch Bedeutung. Bei Brütsch selbst entstanden nur etwa fünf Fahrzeuge des Modells 200 Spatz, weitere in leicht veränderter Form bis längstens Anfang 1957 lizenzweise in der Schweiz als Belcar.
Zwei weitere Vorläufer der Mopetta waren der Brütsch Zwerg sowie der Zwerg – Einsitzer, die beide im September 1955 auf der Internationalen Automobil-Ausstellung in Frankfurt am Main vorgestellt wurden. Auch sie hatten – wie der 200 Spatz – eine konventionelle Vorderachse mit zwei Rädern, aber nur ein einzelnes, angetriebenes Hinterrad. Um schwerwiegende Schäden an der Karosserie zu verhindern, besaßen beide Modelle einen Stahlrohrrahmen, der mit der Kunststoffkarosserie verschraubt war; dieses Prinzip übernahm Brütsch für alle weiteren Modelle einschließlich der Mopetta.
Das größere Zwerg-Modell bot zwei Sitzplätze nebeneinander; außer dem Motor des 200 Spatz waren für ihn auch drei weitere Einzylinder-Zweitaktmotoren von Victoria und Maico mit bis zu 247 Kubikzentimeter Hubraum und 14 DIN-PS (10,3 kW) vorgesehen. Das kleinere Zwerg-Modell bot hingegen nur einen Einzelsitz; es nutzte einen Einzylinder-Zweitaktmotor aus dem Motorroller DKW Hobby mit 74 Kubikzentimeter Hubraum und 3 DIN-PS (2,2 kW) bei 5000 Umdrehungen pro Minute. Bei Brütsch entstanden immerhin zwölf Exemplare des Modells Zwerg und vier des Zwerg – Einsitzer. Für eine Lizenzfertigung der beiden Zwerg-Modelle interessierte sich zunächst die Gottlieb Gess Karosserie- und Fahrzeugfabrik in Ebingen, zu einer Serienfertigung kam es jedoch nicht. Eine Fertigungslizenz für das Modell Zwerg erwarb hingegen der Franzose Jean Avot und ab Ende 1956 entstanden in Frankreich kurzzeitig einige Fahrzeuge in Kleinserie unter der Modellbezeichnung Avolette.

### Die Schwestermodelle derMopetta
Im Oktober 1956 präsentierte Brütsch auf der Internationalen Fahrrad- und Motorrad-Ausstellung (IFMA) in Frankfurt am Main neben der Mopetta auch die drei Schwestermodelle Rollera, Bussard und Pfeil. Für die Mopetta und die Rollera kehrte er das Dreiradprinzip um und nutzte erstmals einzelne Vorderräder in Kombination mit zwei Hinterrädern. Die ebenfalls einsitzige Rollera war etwas größer als die Mopetta und ihr Einzylinder bot 98 statt 49 Kubikzentimeter Hubraum bei einer Gesamtlänge von 2100 statt 1700 Millimeter und einem endgültigen Gewicht von 85 statt 78 Kilogramm.
Der Bussard war hingegen eine Weiterentwicklung des Modells 200 Spatz mit hinterem Einzelrad, Stahlrohrrahmen, überarbeiteter Front, nun zweisitzig und mit normaler Lenkung. Der Pfeil wiederum war eine vierrädrige Variante des Bussard mit einem Zweizylinder-Zweitakt-Reihenmotor von Lloyd mit 386 Kubikzentimeter Hubraum und 13 DIN-PS (9,6 kW) bei 3750 Umdrehungen pro Minute. Er zielte auf den Spatz der Bayerischen Autowerke, nachdem sich Brütsch inzwischen wegen angeblich geschuldeter, ausgebliebener Lizenzgebühren mit Harald Friedrich und der BAG überworfen hatte.

## Die Modellgeschichte derBrütsch Mopetta

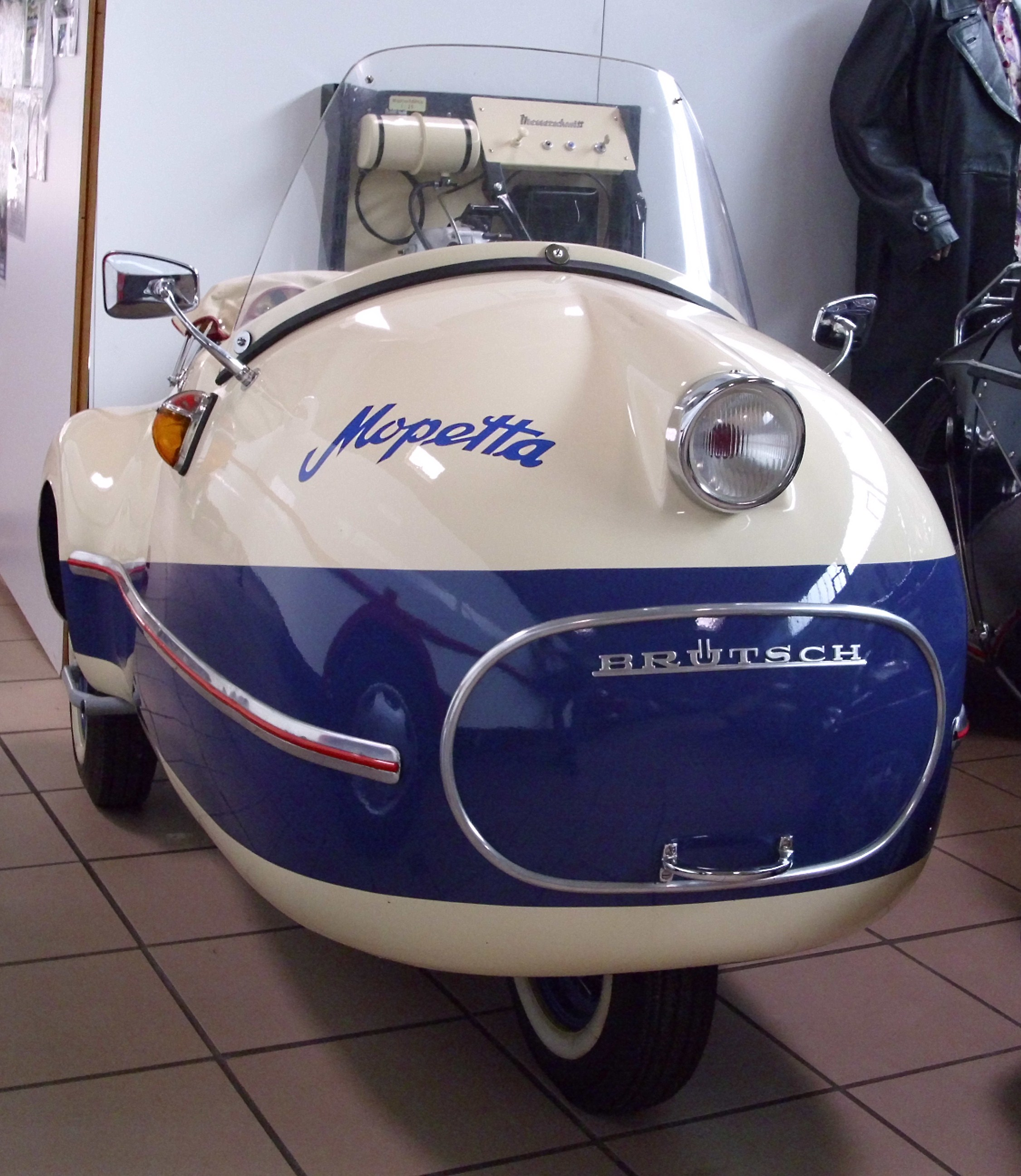
Die Front der Brütsch Mopetta: Bei der Präsentation 1956 noch mit ovalem Kühlergrill und Frontmotor, ab 1957 mit geschlossener Front und seitlichem Motor (Bild)

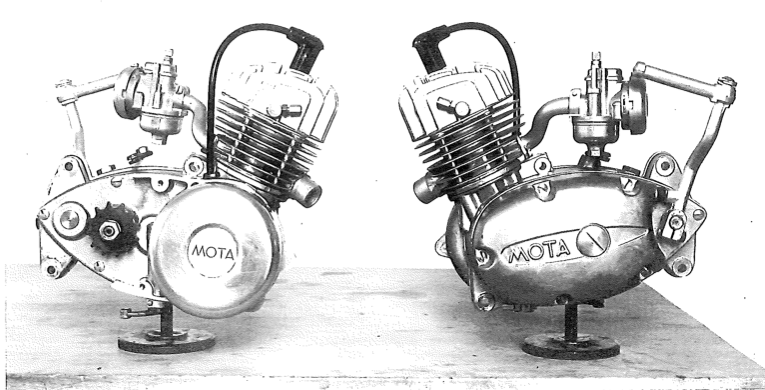
Zweitaktmotoren des deutschen Zweiradherstellers MOTA: Die kleinste Version mit rund 50 Kubikzentimeter Hubraum wählte Brütsch für die ursprüngliche Mopetta

Die Brütsch Mopetta hatte ihr öffentliches Debüt auf der IFMA 1956. In den Folgemonaten durchlief sie mehrere Entwicklungsschritte und für Ende 1957 war der Beginn der Großserienfertigung vorgesehen, die dann jedoch nicht mehr aufgenommen wurde. Insgesamt entstanden nach übereinstimmenden Quellen nur 14 Exemplare.
Die Modellbezeichnung Mopetta leitet sich von den ursprünglich für Mopeds konzipierten Triebwerken ab. Zugleich erinnert sie mit der Endung „-etta“ an diejenige der größeren BMW Isetta, die ab April 1955 gebaut wurde und in der Bundesrepublik Deutschland von Beginn an populär war.

### Der ursprünglicheMopetta-Entwurf, der erste Prototyp und seine Präsentation auf der IFMA 1956
Im Juli 1956 gab Brütsch das Modell Zwerg – Einsitzer auf. Erst kurz vor der IFMA im Oktober 1956 stellte er die erste Mopetta-Karosserie fertig. Für den Ausstellungsprospekt fotografierte Brütsch den fertigen Karosseriekörper, in dem seine Sekretärin saß, auf dem Gartenweg seines Privathauses. Die Räder konnte er zu dieser Zeit nur anlehnen, was auf dem Foto jedoch nicht zu erkennen ist. Brütsch bereitete sich damals auf einen auch über die Presse ausgetragenen Streit mit Friedrich und der BAG vor und wollte die zusätzliche Aufmerksamkeit werbewirksam für sich nutzen. Nach seiner Aussage wollte er „das kleinste Auto der Welt bauen“ und „mit seinem ‚Moped-Auto‘ die Welt verändern.“
In dem Prospekt zur IFMA kündigte er die Brütsch Mopetta (dortige Eigenschreibweise in Großbuchstaben und mit Bindestrich: BRÜTSCH-MOPETTA) als „die Sensation“ an, als „das schwimmende Moped-Auto, zu Land und Wasser mit den gleichen Antriebs- und Lenkungsaggregaten“ und als „eine Brütsch-Konstruktion für den kleinen Geldbeutel.“ Der Konstrukteur firmierte zu dieser Zeit weiterhin einzelkaufmännisch als Egon Brütsch Fahrzeugbau Stuttgart; die Fahrzeuge entstanden nach wie vor in der Werkstatt und auf dem Hof von Egon Brütschs privater Villa an der Altenbergstraße 60 im Stuttgarter Süden. Den Preis für die Mopetta gab Brütsch mit nur 750 D-Mark an.
In dem Prospekt erwähnte Brütsch ausdrücklich einen Wetterschutz, der jedoch weder auf dem Foto zu sehen ist noch weiter beschrieben wird. Ferner hob Brütsch eine gute Federung der Vorderradgabel hervor, ohne auf die später verwendeten Gummifederelemente näher einzugehen. Herausgehoben wurde auch ein geräumiger Kofferplatz; unklar ist, ob damit der Bereich im Fahrzeuginneren hinter der Rückenlehne gemeint war oder außen hinter dem Fahrer auf dem Fahrzeugheck.
Als Antrieb wurde zu dieser Zeit noch ein gebläsegekühlter MOTA-Zweitaktmotor vom Typ K 50 ccm mit einer Leistung von 2,5 PS (1,8 kW) genannt. Ferner war noch vorgesehen, dass die Vorderradgabel den Motor in sich aufnimmt, der direkt das einzelne Vorderrad antreiben sollte. Außerdem waren noch Drahtspeichenräder mit Reifen der Größe 400-100 vorgesehen und das Gewicht wurde mit nur zirka 60 Kilogramm angegeben.
Auf dem Messestand der IFMA hatte Brütsch die Mopetta bewusst hoch gestellt, angeblich, damit die Besucher bei dem erwartet hohen Andrang das Fahrzeug besser sehen konnten. Tatsächlich fehlten dem Prototyp dort noch sämtliche mechanischen Teile, was Brütsch durch die erhöhte Position zu verschleiern suchte.
Die vier Brütsch-Modelle, insbesondere die Mopetta, erlangten auf der IFMA bei Besuchern und den Medien hohe Aufmerksamkeit. Aus vielen Ländern kamen Anfragen. Die Berliner Zeitung „BZ“ beschrieb die Mopetta ausdrücklich als „Miniatur-Motorboot.“ Die Schweizer Automobil-Fachzeitschrift Der Motorreporter urteilte:

„Egon Brütsch ist zu Ergebnissen gelangt, die bei der kommenden IAA vom Publikum bestimmt nicht mehr übersehen werden können. Vom deutschen Publikum, jawohl, denn im Ausland hat Prophet Brütsch schon früher mehr als im eigenen Land gegolten.“

Noch im selben Jahr präsentierte Brütsch die Mopetta auch auf der Motor Cycle Show im Londoner Earls Court Exhibition Centre im Vereinigten Königreich, wo dreirädrige Kleinstwagen steuerlich begünstigt und dadurch von jeher verbreitet waren. Mit der Automotive and Marine Ltd., The Crown Garage, Albany Street, London, SW1 wurde auch sogleich ein britischer Händler benannt, der das Modell zum Preis von 207 Pfund Sterling vertreiben sollte. Das Unternehmen Bruetsch Cars England, Sherwin Road, Castle Boulevard, Nottingham trat hierbei nur als Importeur in Erscheinung; bei zwei Ausführungen des Brütsch Zwerg sollte es dagegen die Herstellung unter Lizenz in Großbritannien selbst übernehmen. Noch im April 1957 berichtete die englischsprachige Fachzeitschrift Popular Mechanics über die frontgetriebene Version der Brütsch Mopetta.
Erkennbar ist die erste Ausführung der Mopetta an dem großen ovalen Kühllufteinlass mit feinem Drahtgitter und dünnem Chrom-Rahmen an der Fahrzeugfront für den ursprünglich vorgesehenen Frontmotor. Der verchromte Griff, mit dem das Fahrzeug mangels eines Rückwärtsgangs bei Bedarf vorne angehoben und gewendet werden kann, ist schmal und verläuft über die gesamte Breite des Kühlergrills. Die Hinterräder sind – anders als bei späteren Ausführungen – noch konventionell geführt: Wie bei herkömmlichen Automobilen sitzen die Räder fliegend (einseitig abgestützt) auf Achsschenkeln. Später nutzte Brütsch dagegen eine von dem Fachbuchautor Hans Peter Rosellen als Pendelachse bezeichnete Hinterradaufhängung mit einer für beide Räder gemeinsamen gezogenen Schwinge; sie umfasste die Hinterräder im Stil einer leichten Zweiarmschwinge motorradartig innen und außen. Die Fahrzeuge trugen – soweit bekannt – noch kein Hersteller-Emblem und nur in einem Fall den Mopetta-Schriftzug.
Von dieser ersten Ausführung entstanden zumindest zwei, möglicherweise drei Exemplare, wobei unklar ist, wie viele mit einem funktionstüchtigen Antrieb ausgerüstet waren: Bekannt ist ein helles Exemplar aus dem ersten Prospekt mit zwei schmalen, farblich abgesetzten Dekorstreifen, ohne Verdeck und mit runden hinteren Radausschnitten; bei ihm fehlen noch die seitlichen Fahrtrichtungsanzeiger. In einem folgenden Prospekt sind zwei Mopettas abgebildet: eine helle mit dunklem breiten, leicht geschwungenen Dekorstreifen, ohne Verdeck, mit eckiger ausgeführten hinteren Radausschnitten und Mopetta-Schriftzug sowie eine dunkle mit entsprechendem hellen Dekorstreifen und dünnem Stoffverdeck.

### Der überarbeiteteMopetta-Entwurf des Jahres 1957 und die Vorserienmodelle vonBrütsch

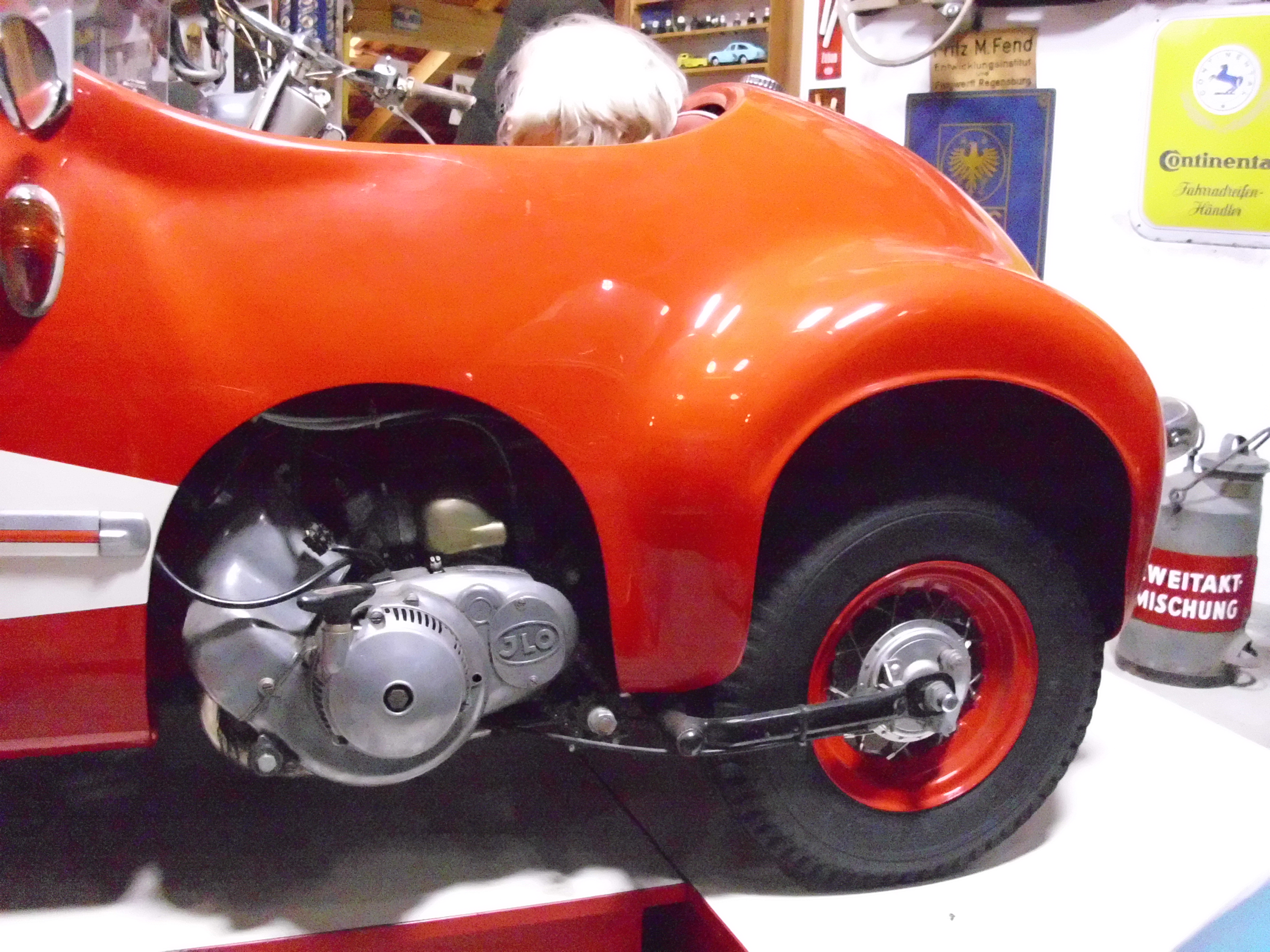
Der Motor der Brütsch Mopetta ab der ersten Jahreshälfte 1957: Links außen liegend und von Ilo zugeliefert. Gut sichtbar: Der ungewöhnliche, am Hinterrad auch außen angelenkte Ausleger des hinteren Achsrohrs

Zwischen Oktober 1956 und Mai 1957 arbeitete Brütsch daran, mehrere Mopettas fahrfertig zu machen. Die ursprüngliche Idee mit Frontmotor und Vorderradantrieb gab er rasch auf. Stattdessen entschied er sich für die endgültige Konstruktion, bei der der Motor links neben dem Fahrer platziert war und über eine Kette allein das linke Hinterrad antrieb. Für den Motor erhielt die Karosserie seitlich links einen Ausschnitt, um eine ausreichende Kühlung durch den Fahrtwind und das Gebläse zu erreichen. Spätestens hierdurch war eine Schwimmfähigkeit der Mopetta in der Praxis nicht mehr zu verwirklichen: Durch die offene Lage wäre Wasser über den Vergaser in den Motor gelangt; unklar blieb ferner, ob der Motorraum sich derart hätte kapseln lassen, dass kein Wasser in den Innenraum eingedrungen wäre. Auch hätte die asymmetrische Position von Motor und Antrieb die Schwimmlage negativ beeinflusst.
Im März 1957 gab Brütsch den Kaufpreis bereits mit 975 D-Mark an statt der ursprünglich genannten 750 D-Mark, mithin 30 Prozent mehr. Gleichwohl waren andere Neufahrzeuge in der Anschaffung deutlich teurer: So kostete die BMW Isetta 250 bereits 2780 D-Mark, der Spatz 2975, der Lloyd 400 3350 und der VW Käfer 4600 D-Mark. Der Neupreis des einzylindrigen Motorrads BMW R 26 mit rund 250 Kubikzentimeter Hubraum lag 1957 bei 2150 D-Mark, der Preis des Mopeds NSU Quickly 1956 bei 540 D-Mark.
Zur Fertigstellung im Mai 1957 schrieb die Fachzeitschrift Roller, Mobil und Kleinwagen:

„Da staunt der Fachmann, aber immerhin ist zu bewundern, mit welcher Zähigkeit Herr Brütsch an seinen Projekten arbeitet und es ihm gelingt, trotz aller Schwierigkeiten immer wieder etwas auf die Räder zu bringen.“

Ein Prospekt, der in etwa zu dieser Zeit erschien, sprach von der „Brütsch-MOPETTA Luxusausführung“ mit Allwetterverdeck und Heizung. Als Antriebsaggregat wurde nun eine „Sonderausführung“ des Ilo Piano Dreigang V50 mit 2,3 PS (1,7 kW) genannt und bei der Bereifung die Größe 4.00-8. Das Fahrzeuggewicht gab Brütsch mit zirka 75 Kilogramm an, den Kraftstoffverbrauch mit 2 Liter auf 100 Kilometer und die Höchstgeschwindigkeit mit „40–50 Kilometer pro Stunde je nach Übersetzung“. Das zugehörige Bild zeigte allerdings noch zwei Mopettas der ursprünglichen Ausführung mit vorderem Kühlluftgitter ohne seitlich sichtbaren Motor.
Kennzeichen des von Ilo stammenden Mopetta-Antriebs war das atypische Dreiganggetriebe; herkömmliche zeitgenössische Mopedmotoren, so auch die Standardausführung des Ilo Piano V50, mussten aus Vereinfachungs- und Kostengründen mit nur zwei Vorwärtsgängen auskommen, manche gar mit nur einem Gang. Die Bezeichnung als „Sonderausführung“ resultierte daraus, dass diese Antriebsvariante eine spezielle Motoraufhängung am Lüftergehäuse statt direkt am Zylindergehäuse aufwies; ferner wurde der Motor statt mit üblichem Kickstarter mit einem speziellen Seilzug angeworfen, der sich von den Ausführungen für Stationärmotoren sowie für Baumaschinen und Ähnliches unterschied.
Manche Mopettas dieser Periode haben auf der Karosserie kein Markenemblem, einzelne an der Front ein solches von Brütsch; die hinteren Radausschnitte sind wieder rund, mitunter aber noch nicht aufgebördelt. Die farblich abgesetzten Flächen an der Fahrzeugfront und den Seiten scheinen in dieser Phase von einer geschwungenen zu einer geradlinigen, zum Heck hin keilförmig spitz zulaufenden Kontur zu wechseln. Erste Fahrzeuge erhielten einen Außenspiegel (links bei solchen für den kontinentaleuropäischen und mitunter rechts für den britischen Markt) sowie einen einzelnen, mittig an der unteren Scheibeneinfassung angelenkten Scheibenwischer.
In dieser Phase entstanden vermutlich die meisten der Mopettas. Manche Quellen sprechen insoweit von einer „Produktionsaufnahme“ durch Brütsch. Tatsächlich unterschieden sich nahezu alle Fahrzeuge in kleinen Details; im Hinblick auf die zu dieser Zeit noch einstelligen Fertigungszahlen, die weitgehende Handarbeit und die späteren Planungen entspricht ihr Charakter dem einer Pilot- oder Vorserie.
Zwar wurden Brütschs Projekte nun viel diskutiert, jedoch hatte noch kein großer Automobilhersteller Kontakt mit ihm aufgenommen. Weil auch in der Schweiz und in Frankreich keine Großserienproduktion der anderen Modelle zustande kam, fehlten Brütsch weiterhin kontinuierliche Lizenzgebühren, die auf Dauer sein wirtschaftliches Überleben als Automobilhersteller hätten sichern sollen. In den zeitgenössischen Medien polarisierte die Mopetta in hohem Maße: Die Haltung reichte von krasser Ablehnung mit der Beschimpfung als „Verkehrsbehinderer“ bis zu großer Begeisterung, weil sie in der Anschaffung und dem Unterhalt deutlich günstiger als ein VW Käfer sei und damit erstmals ein echtes „Volksmobil“.
Ab Frühjahr 1957 betrieb Brütsch intensive Akquise, indem er bis zu fünf Mopettas auf seinen Mercedes-Benz lud – drei auf dem Dach, zwei „im Kofferraum“ – und damit Interessenten besuchte, um seine Fahrzeuge vor Ort vorzuführen. Der ungewöhnliche Fahrzeugtransport sorgte vielfach selbst für große lokale Aufmerksamkeit und zusätzliche Berichterstattung in der Regionalpresse in Wort und Bild. Oft befand sich Brütsch in Begleitung seiner Sekretärin: Mehrfach zeigen Bilder einen Fahrzeugkonvoi, bestehend aus einem Ponton-Mercedes-Benz mit Einachsanhänger, zwei Kleinstfahrzeugen auf dem Fahrzeugdach und einem Brütsch Pfeil auf dem Anhänger sowie einem Mercedes-Benz 170 V mit einer Mopetta auf dem Dach und einer Rollera auf dem Kofferraum.
Nach einer Quelle sollte das Unternehmen Kaspar Klaus, Fahrzeugbau mit Sitz in Memmingen die Produktion der Brütsch Mopetta übernehmen; zu einer Aufnahme der Fertigung kam es jedoch nicht.

### Der Einstieg von Georg von Opel, das IntermezzoMopetta GmbHund das endgültige Konzept alsOpelit(1957/58)

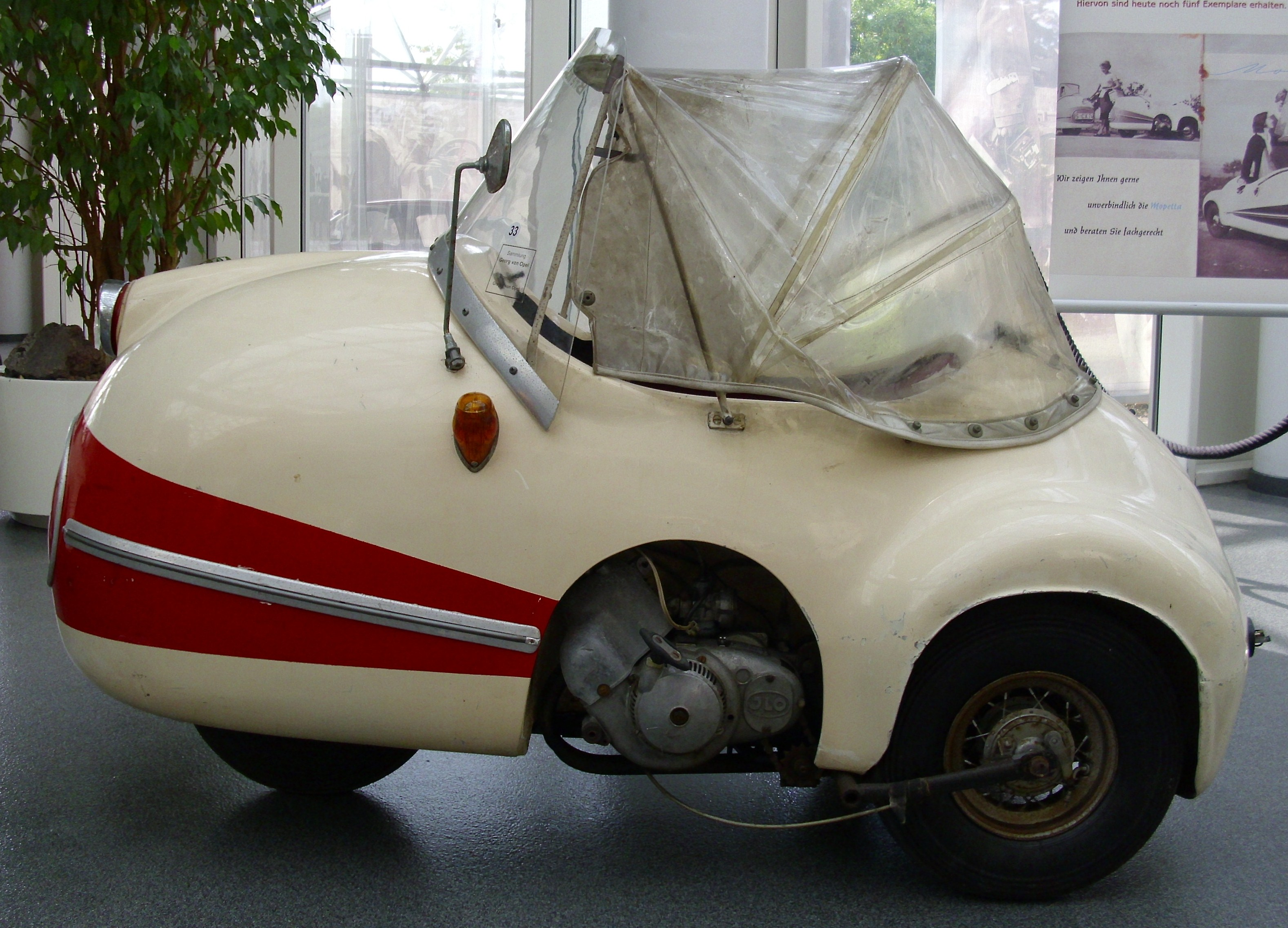
Der unrestaurierte Opelit aus dem ehemaligen Besitz Georg von Opels, eines der wenigen erhaltenen Exemplare der Mopetta-Familie mit Verdeck; die ungewöhnliche Bespannung aus durchsichtigem Kunststoff war zuletzt für die Großserie vorgesehen

Im späten Frühjahr 1957 besuchte Brütsch auch den hessischen Unternehmer Georg von Opel (1912–1971). Er war der Enkel von Adam Opel sowie der Sohn von Carl von Opel und seit 1928 sehr vermögend, nachdem die Familie von Opel das Automobilunternehmen Adam Opel AG an General Motors verkauft hatte. In Frankfurt am Main war er einer der bedeutendsten deutschen Opel-Händler – gemeinsam mit einem Verwandten –, daneben Inhaber der Opelit Bootswerft & Kunststoff-Gesellschaft sowie Initiator und Vermarkter des „Volksbenzins“ als Konkurrenz zu den etablierten Mineralölunternehmen. Von Opel testete die Mopetta im unternehmenseigenen Parkhaus und war schnell von dem Konzept überzeugt. Er übernahm die weitere Planung und Finanzierung und trat auf verschiedenen Automobilausstellungen bereits als Fahrzeugfabrikant auf. Unterdessen stieg der Preis der Mopetta im September 1957 auf 1045 D-Mark, nochmals rund sieben Prozent mehr als bis dahin.
Ausweislich eines zeitgenössischen deutschsprachigen Verkaufsprospekts oblagen die Herstellung und der Vertrieb des Kleinstwagens in dieser Phase der Mopetta GmbH mit Sitz in Frankfurt am Main und von Opel als Geschäftsführer. Der Preis wurde darin sogar mit 1050 D-Mark angegeben; der bisherige Markenname Brütsch erschien nicht mehr. Damit rückte Mopetta kurzzeitig zum eigenen Markennamen auf. In der Schweiz war die Mopetta 1957 für 1550 Schweizer Franken lieferbar.
Zu dieser Zeit gab der Hersteller die Fahrzeugbreite mit 910 statt 880 und die Höhe mit 1080 statt 1000 Millimeter an. Zurückzuführen war dies auf stärker konturierte Radausschnitte hinten sowie eine veränderte, vor allem höhere Windschutzscheibe; in Verbindung mit einem geänderten Verdeck ermöglichte sie einen besseren Wetterschutz und geringere Sichtbehinderungen bei geschlossenem Verdeck. Die Bespannung des standardmäßigen, aufsteckbaren Klappverdecks bestand fortan aus einem durchsichtigen Kunststoff. Beim Fahrzeuggewicht wurden nun 78 Kilogramm genannt, bei der Leistung nur noch 2 PS (1,5 kW). Unklar ist, ob die niedrigere Leistungsangabe auf einer bloßen Abrundung beruht oder ob anstelle der Höchstleistung nach DIN die damals weit verbreitete Dauerleistung nach DIN angegeben wurde; Anhaltspunkte für technische Veränderungen an dem Ilo-Einbaumotor bestehen nicht. Die Höchstgeschwindigkeit bezifferte der Hersteller mit „circa 45 km/h“.
Manche Fahrzeuge dieser Periode tragen kein Markenemblem, andere ein glänzendes Metallschild mit ausgestanztem Mopetta-Schriftzug an der Front, so die Ausstellungsfahrzeuge, die auch auf Pressefotos für das Modelljahr 1958 abgebildet sind. Ein weiteres Merkmal für Fahrzeuge dieser Periode sind zusätzliche dünne Metallstreben an der rechten und linken Seite der Windschutzscheibe sowie noch variierende Befestigungshilfen am hinteren Cockpitrand zur Fixierung des transparenten Verdecks.
Durch seinen Automobilhandel und seine Opelit Bootswerft & Kunststoff-Gesellschaft besaß von Opel bereits Erfahrungen im Fahrzeugvertrieb und in der Verarbeitung von Kunststoff; durch seine Stellung als millionenschwerer Frankfurter Unternehmer hatte er wichtige Kontakte zu weiteren Betrieben des verarbeitenden Gewerbes und den Banken. Im hessischen Bad Homburg vor der Höhe litt der Motorradhersteller Horex unter dem wirtschaftlichen Einbruch der Motorradindustrie Mitte der 1950er-Jahre. Die freien Kapazitäten wollte von Opel ab Ende 1957 für das Kleinstwagenprojekt nutzen und dort 100.000 Mopettas bauen lassen, die er binnen vier Jahren verkaufen wollte. Zusätzlich erwarb er eine Fertigungshalle in Offenbach am Main. Auch für die Wartung der Mopettas und bei Reparaturen wollte von Opel auf die bestehenden Horex-Strukturen zurückgreifen, insbesondere die Horex-Vertragswerkstätten. Den Fahrzeugverkauf wollte der hessische Unternehmer vor allem über sein geplantes Netz von Volksbenzin-Tankstellen organisieren. Mit den geplanten Fertigungszahlen hätte die Mopetta 1958 vergleichbare Größenordnungen erzielt wie die BMW Isetta oder das Goggomobil; bei den Personenwagen hätte sie in der Bundesrepublik Deutschland aus dem Stand einen Marktanteil von rund vier Prozent erreicht und größere Stückzahlen als die gesamte bundesdeutsche Motorradindustrie.
Parallel experimentierten die Horex-Techniker mit der Mopetta. In der Folge erhielt sie eine neue Vorderradaufhängung: Statt einer Gabel mit geschobener Langarmschwinge, die zu einem ständigen Fahrwerkspendeln neigte, wurde nun eine konventionellere Ausführung vorgesehen. Beim Rohrrahmenchassis entfielen mehrere Querstreben; unklar ist, ob damit vorrangig die Fertigung vereinfacht oder mit einem weicheren Chassis den Fahrwerksschwächen entgegengewirkt werden sollte. Geringfügige Änderungen ergaben sich bei dem Cockpitausschnitt und verschiedenen Anbauteilen wie dem Scheinwerfer, den Fahrtrichtungsanzeigern, dem Außenspiegel und den Armaturen.
In den Quellen wurde und wird das derart überarbeitete Fahrzeugmodell des Öfteren als Opelit Mopetta bezeichnet, meist jedoch nur schlicht als Opelit. In der Folge verzögerte sich der Beginn der Großserienproduktion und es entstanden nur etwa fünf weitere Vorserienfahrzeuge mit der veränderten Spezifikation.
Im Frühjahr 1958, noch vor dem Anlaufen der Großserienfertigung, stieg von Opel jedoch aus dem Mopetta-/Opelit-Projekt aus. Die offizielle Begründung war, von Opels Rechtsanwälte seien zu dem Ergebnis gelangt, dass der Nachfahre von Adam Opel rechtlich keine Autos bauen dürfe. Nähere Angaben zum Sachverhalt, die diese Rechtsauffassung hätten stützen können, wurden jedoch nicht gemacht. In Quellen wird daher gelegentlich über andere Gründe für die Aufgabe des Projekts spekuliert. Gemutmaßt wird ein aufkommendes Misstrauen von Opels gegenüber dem Mopetta-Vorhaben durch den Prozess zwischen Brütsch und der Spatz-Gruppe um den Unternehmer Friedrich; darin wurde letztlich die Verkehrsuntüchtigkeit des größeren Modells 200 Spatz mit seiner ursprünglich rahmenlosen Kunststoffkarosserie festgestellt. Genannt werden auch plötzliche Zweifel von Opels an den Marktchancen der Mopetta; denn die Verkaufszahlen vieler Rollermobile und sonstiger Kleinstwagen brachen 1957/58 ein und der Markt tendierte endgültig zum „vollwertigen“, wirtschaftlichen VW Käfer. Auch der wiederholt gestiegene Preis des Opelit wird als Auslöser genannt. Im Gegensatz dazu sank der Neupreis des VW Käfer auf dem bundesdeutschen Markt nach dem Zweiten Weltkrieg bis 1961 mit Ausnahme eines Jahres kontinuierlich oder blieb zumindest konstant.

## Die Technik derBrütsch Mopetta
Beim Karosseriematerial ging Brütsch in der Bundesrepublik Deutschland neue Wege. Die Karosseriefertigung und der Bau des Stahlrohrrahmens waren auf Einfachheit und geringe Kosten ausgelegt, ebenso die Nutzung von preiswerten, in Großserie gefertigten Antriebskomponenten, die sich bereits im Mopedbau bewährt hatten.

### Die Karosserie

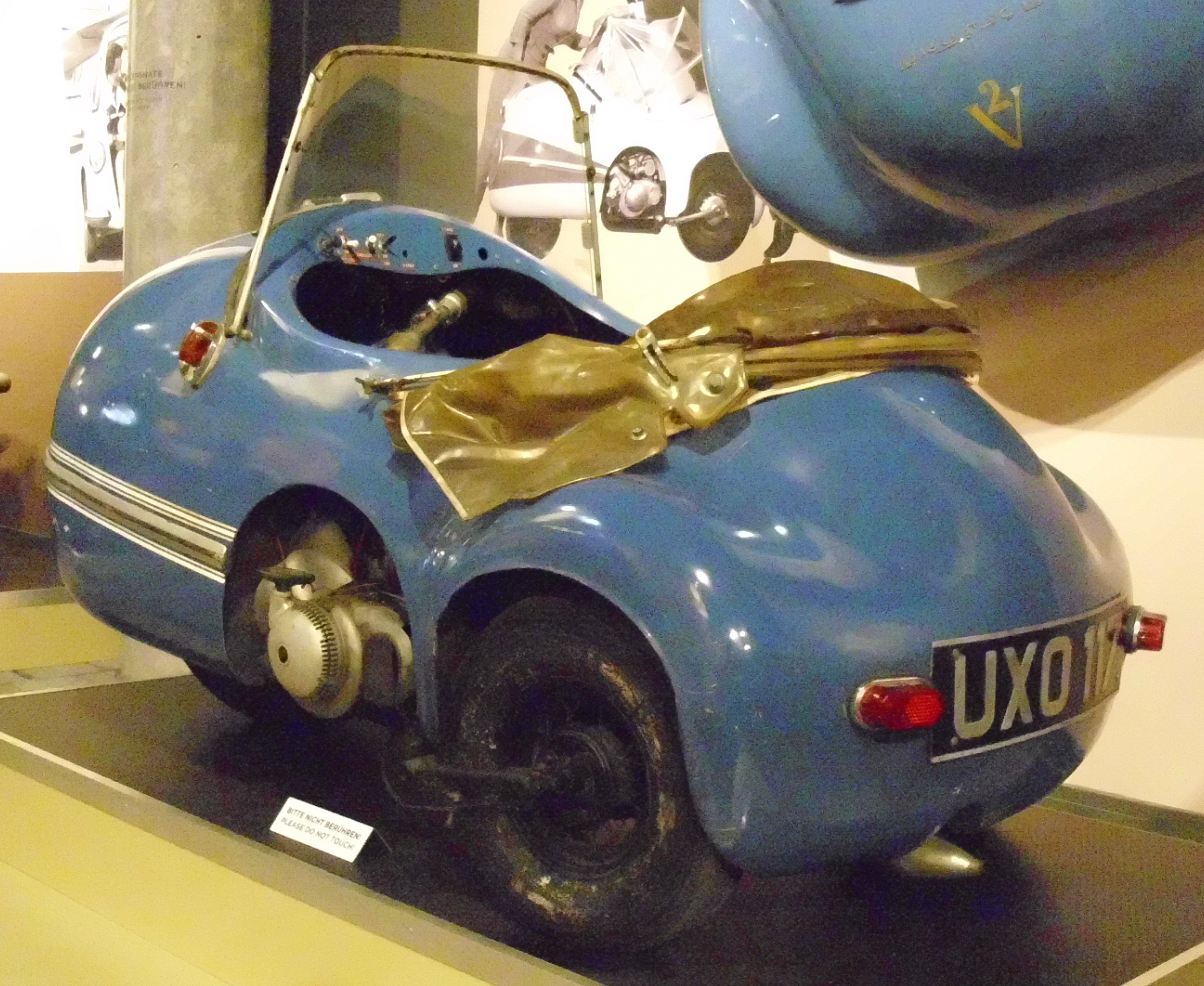
Das Heck einer Mopetta der Mopetta GmbH von 1957, ausgestellt im niedersächsischen Einbeck: GFK-Karosserie mit weich gerundeten Formen

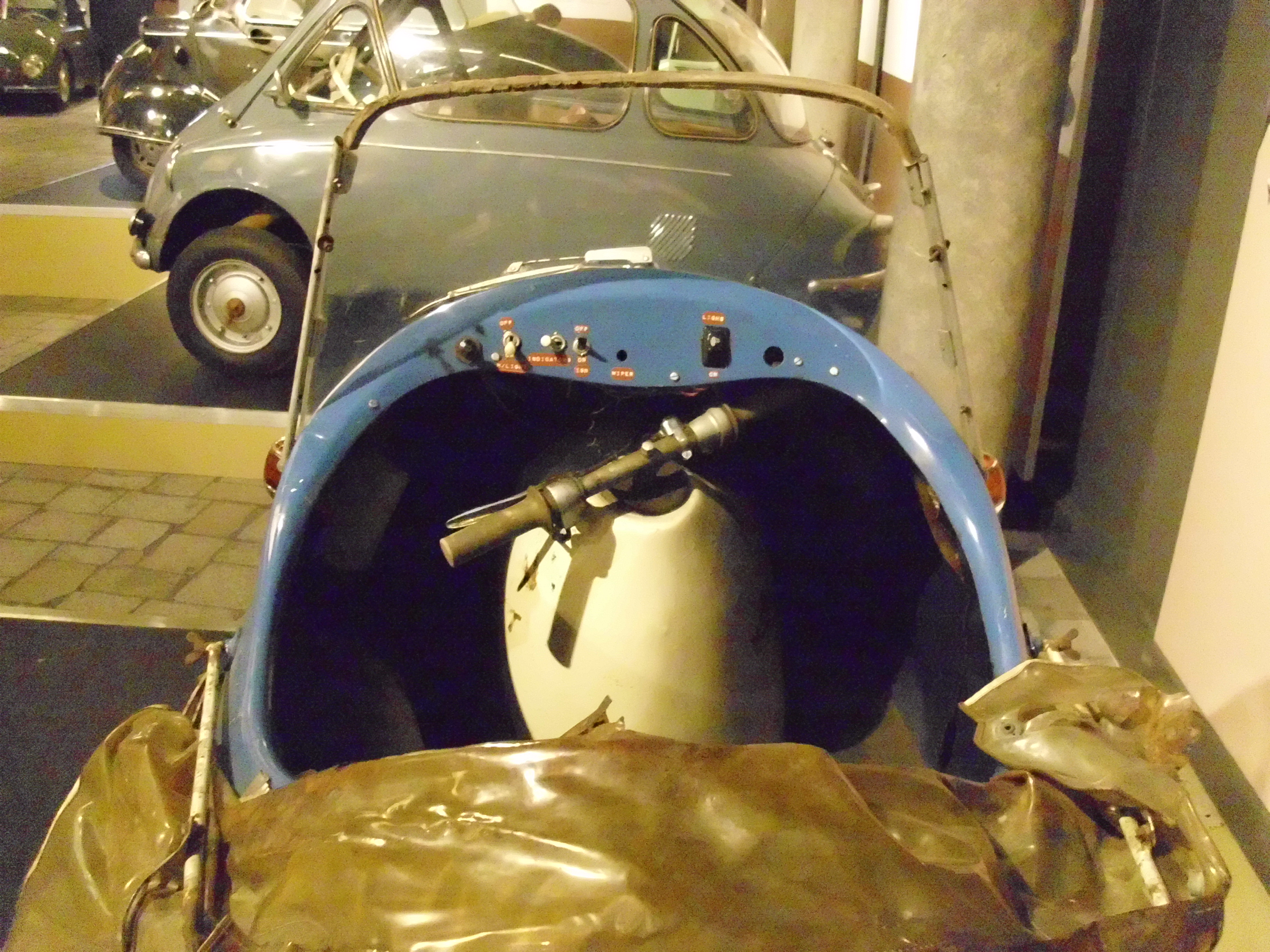
Der spartanische Innenraum einer Mopetta von 1957 mit mopedartigem Kurzlenker und nachträglich angebrachter Beschriftung der Armaturen; das Fahrzeug wurde ursprünglich nach Großbritannien ausgeliefert.

Eine Besonderheit der Brütsch Mopetta ist ihre offene rundlich-eiförmige Kunststoffkarosserie ohne Türen. Das Grundprinzip hatte Brütsch mit dem im Oktober 1954 präsentierten Modell 200 Spatz eingeführt; letztes Modell ohne Türen sollte im Oktober 1957 der Brütsch V-2 werden. Die Grundform der Mopetta ist schlicht; lediglich die hinteren Kotflügel sind seitlich herausmodelliert, ferner auf der abfallenden Fahrzeugfront eine mittige Erhebung, an deren vorderem Ende sich der einzelne Frontscheinwerfer befindet. Vor dem Cockpitausschnitt ist eine Kante, an der die rahmenlose Windschutzscheibe aus Plexiglas nur mit einer unteren Leiste befestigt ist. Lediglich einzelne Frontmotor-Prototypen hatten eine separat verkleidete Cockpiteinfassung. Das einzelne Vorderrad ist weitgehend unter der Karosserie verborgen, während die hinteren Radausschnitte bei einzelnen frühen Fahrzeugen durch eine dünne Chromleiste und bei späteren durch leichtes Aufbördeln betont werden.
Mit Rücksicht auf die geringen Abmessungen, den schwachen Motor und die Einstufung als Moped ist das Fahrzeugmodell nur einsitzig; durch die offene Karosserie und die niedrige Höhe waren Türen entbehrlich. Als notdürftiger Wetterschutz stand ein ungefüttertes, aufsteckbares Verdeck zur Verfügung, das ursprünglich mit Stoff, ab etwa Sommer 1957 mit einem durchsichtigen Kunststoff bespannt war. Versenkbare oder einsteckbare Seitenscheiben gab es nicht; dafür konnte das Verdeck zuletzt dank zusätzlicher dünner Metallstreben rechts und links der Windschutzscheibe auch seitlich notdürftig geschlossen werden.
Hinsichtlich der Karosseriebauform wird der Aufbau der Mopetta regelmäßig als Roadster oder zumindest als roadsterähnlich eingestuft, auch wenn die Einsitzigkeit sowie das Fehlen von Türen und Seitenfenstern bereits in den 1950er-Jahren der zeitgenössischen Definition eigentlich widersprachen. Als besondere Vorteile des Karosseriematerials GFK hob Brütsch regelmäßig die Widerstandsfähigkeit, die Elastizität, das niedrige Gewicht, die Witterungsbeständigkeit, die Fähigkeit, Geräusche zu dämpfen, sowie die Möglichkeit hervor, Beschädigungen schnell beseitigen zu können.
Zu ihrer Zeit wurde die Mopetta mit ihrer schlichten Grundform sowie Chromleisten, farblich abgesetzten Streifen und sonstigem Zierrat vielfach – wie schon die übrigen „Ei-Autos“ – als elegant und sportlich empfunden. In einer zeitgenössischen Ausgabe des britischen Fachmagazins The Engineer wurde die Grundform als „ausgezeichnet gestaltet“ gelobt; allerdings stießen die Zierelemente dort auf Kritik: Die Brütsch-Fahrzeuge …

„… sind in einem Stil verziert, der verheerend an Autoscooter von Schaustellern erinnert.“

In aktuellen Veröffentlichungen werden das Mopetta-Konzept und ihr Design vielfach belächelt und als Skurrilität betrachtet. Typisch sind die Bezeichnung als „rollende Einkaufstasche“ und Vergleiche mit der Zeichentrickfigur Mighty Mouse („Oskar, die Supermaus“) von 1942 oder einem fahrenden Beiwagen, dem das zugehörige Motorrad fehlt.

### Das Chassis

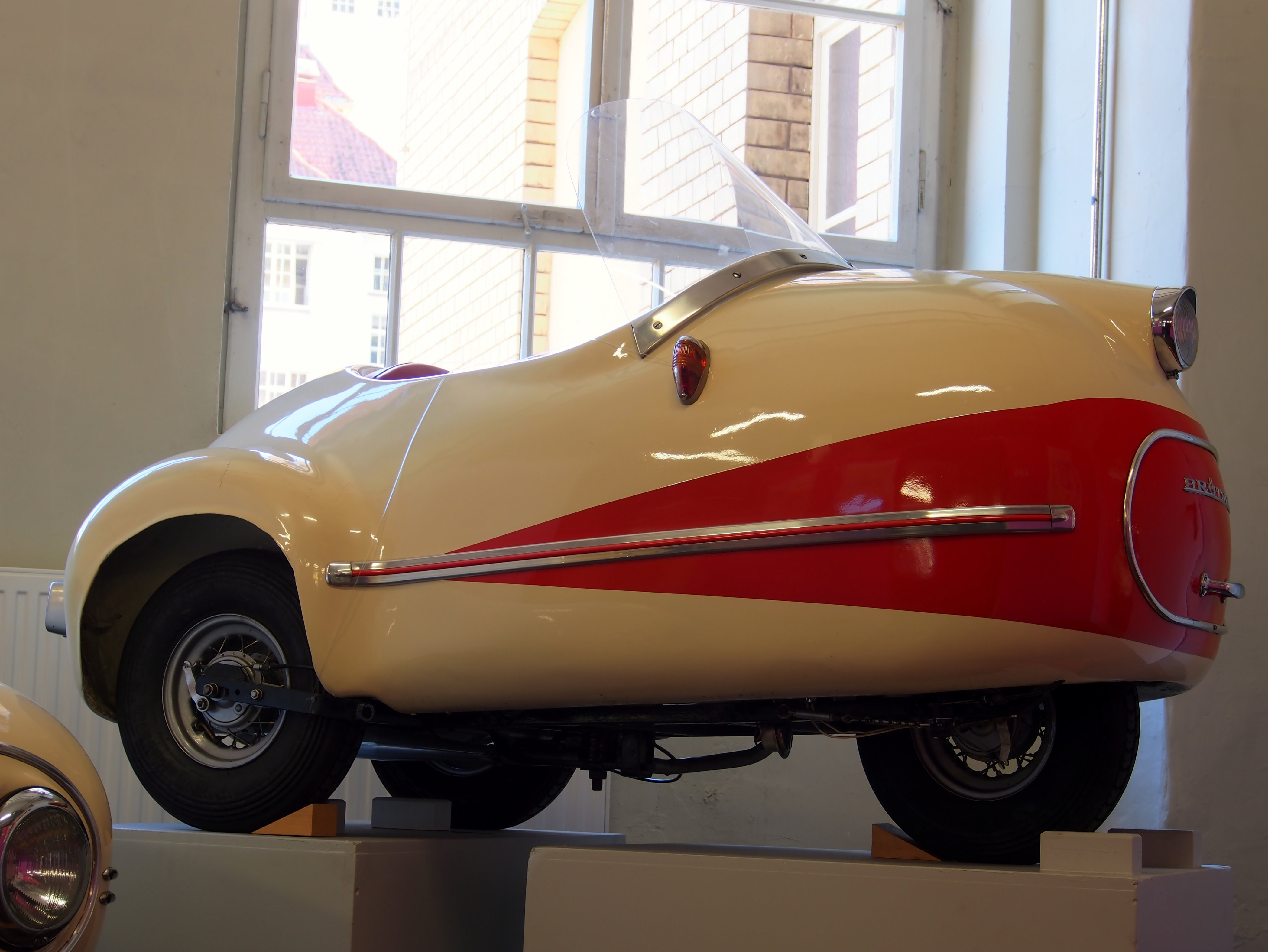
Der flache Blickwinkel verdeutlicht das dreirädrige Konzept der Brütsch Mopetta. In der Bildmitte unten ist der zentrale, nach vorne gerichtete Ausleger des hinteren Achsrohrs zu erahnen (links vom Auspuffkrümmer); beim Einfedern wird das am vorderen Ende befindliche, am Fahrzeugboden fixierte Gummielement auf Zug beansprucht.

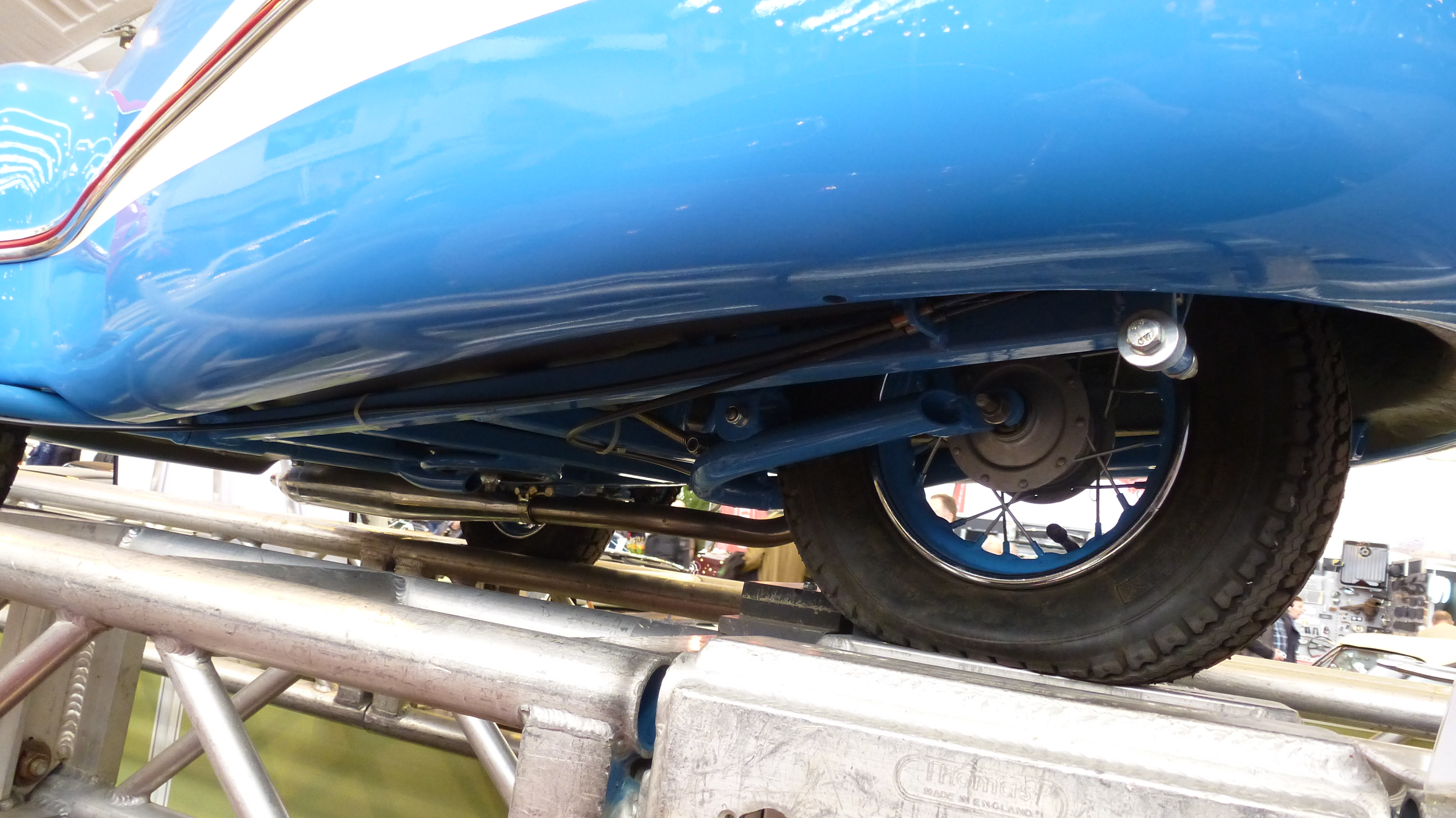
Detail der Vorderradaufhängung: geschobene Langarmschwinge und am rückwärtigen Ende die untere Aufnahme des Gummidämpfrings

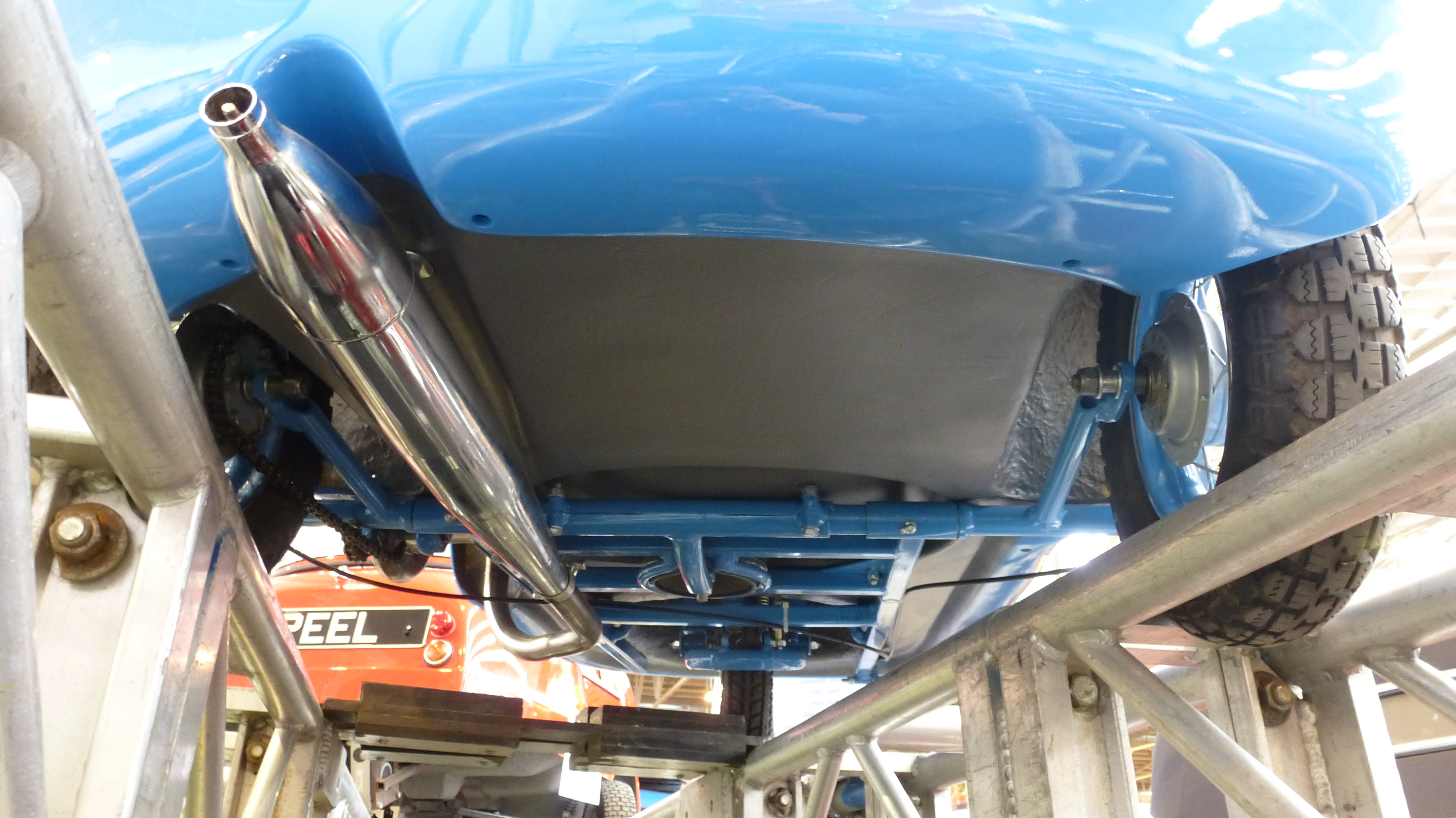
Detail der Hinterradaufhängung: in Hülsen geführte Hinterachse mit nach vorne weisendem Ausleger samt rundem Gummifederelement

Die Karosserie ist mit einem einfachen, leichten Rohrrahmen verschraubt, der aus nahtlos kaltgezogenen Präzisionsstahlrohren besteht. Er nimmt alle Fahrwerks- und Antriebskomponenten auf. Die Führung und Lenkung des einzelnen Vorderrads geschieht bei der herkömmlichen Brütsch Mopetta direkt über eine kurze, mopedartige Gabel, die Federung über eine langarmige Schwinge mit tiefliegendem Drehpunkt und Gummielementen. Zwischen Schwinge und Gabel bewirken zwei auf Zug beanspruchte Gummiringe eine progressive Federung. Ein weiteres Gummielement dient als Lenkungsdämpfer. Gabel und Schwinge waren eine Eigenkonstruktion von Egon Brütsch ohne nennenswerten Rückgriff auf erprobte Zweiradkomponenten. Die Gummifederelemente werden ansonsten zur Federung leichter Motorradbeiwagen verwendet.
Der spätere Opelit erhielt dagegen eine konventionelle, von Horex entwickelte Vorderradgabel.
Auch die Hinterradaufhängung der Mopetta war eine Eigenkonstruktion von Egon Brütsch. Am hinteren Querträger des Chassis sind Hülsen, in denen das hintere Achsrohr gleitend gelagert ist. An beiden äußeren Enden des Achsrohrs befinden sich je zwei nach hinten weisende Ausleger, die jedes Hinterrad im Stil einer Zweiarmschwinge innen und außen umgreifen. Ein weiterer Ausleger weist von der Mitte des Achsrohrs aus nach vorne, wo er in einem Gummifederelement gelagert ist, das beim Einfedern der Hinterräder auf Zug, beim Ausfedern auf Druck belastet wird. Die Hinterräder können sich wegen des Achsrohrs und den daran fest montierten Auslegern nicht unabhängig voneinander auf und ab bewegen, sodass es sich nicht um eine Einzelradaufhängung handelt.
Die Hinterräder pendeln also beim Ein- und Ausfedern über die gezogenen Ausleger auf einer Kreisbahn mit konstantem Abstand um die Querachse, die durch das hintere Achsrohr bestimmt wird. Der Fachbuchautor Rosellen bezeichnet diese Konstruktion daher als Pendelachse; allerdings ist die von Egon Brütsch entworfene eine atypische Variante, da weder eine Einzelradaufhängung genutzt wird, noch beim Ein- und Ausfedern die für Pendelachsen üblichen Veränderungen des Radsturzes und der Spurweite eintreten. Das Federelement an der Hinterachse der Brütsch Mopetta stammt von einem Mercedes-Benz 190 SL, wo es als Motorlager dient und primär auf Druck belastet wird. In der Praxis erweist sich das Teil in der Mopetta für diesen Zweck mitunter als anfällig.
Ein kurzer Mopedlenker trägt beinahe alle Bedienelemente, insbesondere Drehgriffe von Magenwirth Technologies für Gas und Lenkerschaltung sowie Brems- und Kupplungshebel. Die Handbremse ist zugleich als Feststellbremse ausgelegt und wirkt allein auf das Vorderrad. Weil sich der Gasdrehgriff und der Kupplungshebel am Lenker befinden, ist das Bremspedal für die Fußbremse das einzige Pedal im Fußraum; es liegt rechts und wirkt allein auf die Hinterräder. Verzögert wird durch mechanische, mit Seilzügen betätigte Trommelbremsen von Fichtel & Sachs an allen drei Rädern. Die Gesamtbremsfläche wird mit lediglich 60,8 Quadratzentimeter angegeben. Die Reifen der hinterradgetriebenen Ausführung haben die Größe 4.00-8.
Ein konstruktiv weitgehend gleiches, jedoch längeres und breiteres Chassis – ergänzt um eine als Drehstab ausgelegte Ausgleichsfeder hinten – nutzte Brütsch auch für das größere Schwestermodell Rollera. Pendelachsen verwendete Brütsch auch bei dem Mopetta-Vorläufer 200 Spatz, den Schwestermodellen Bussard und Pfeil sowie nachfolgend beim V-2, unterschiedliche Gummifederelemente daneben auch in den Modellen Zwerg und Zwerg – Einsitzer. Von Letzterem sowie einzelnen Zwerg-Ausführungen übernahm die Mopetta die Rad-Reifen-Kombination; mit breiteren Reifen finden sich die kleinen 8-Zoll-Felgen auch an den Modellen Rollera und V-2.

### Der Antrieb

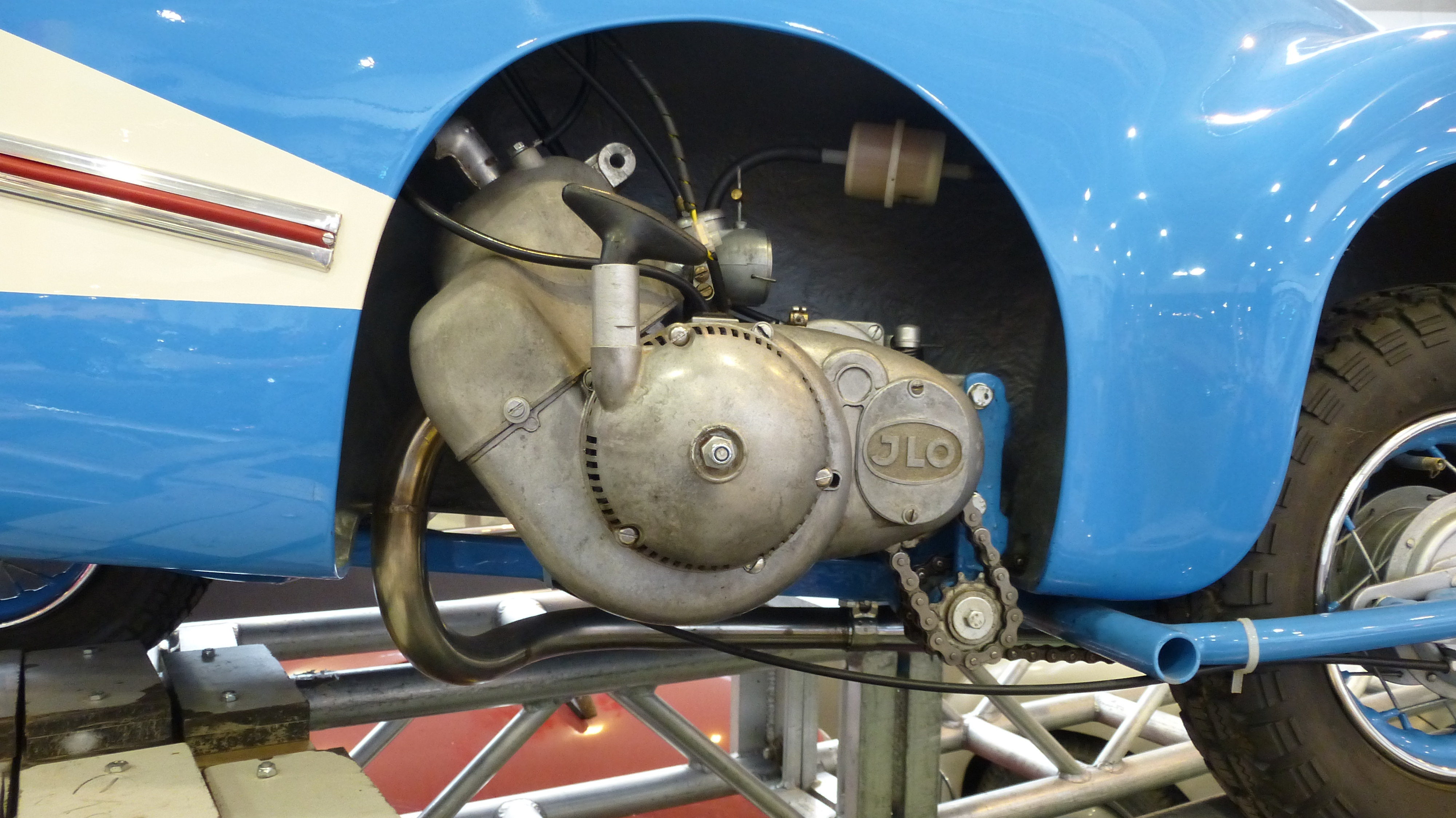
Der Ilo-Piano-Motor einer Mopetta mit Gebläsekühlung und Griff des Anwerfseils

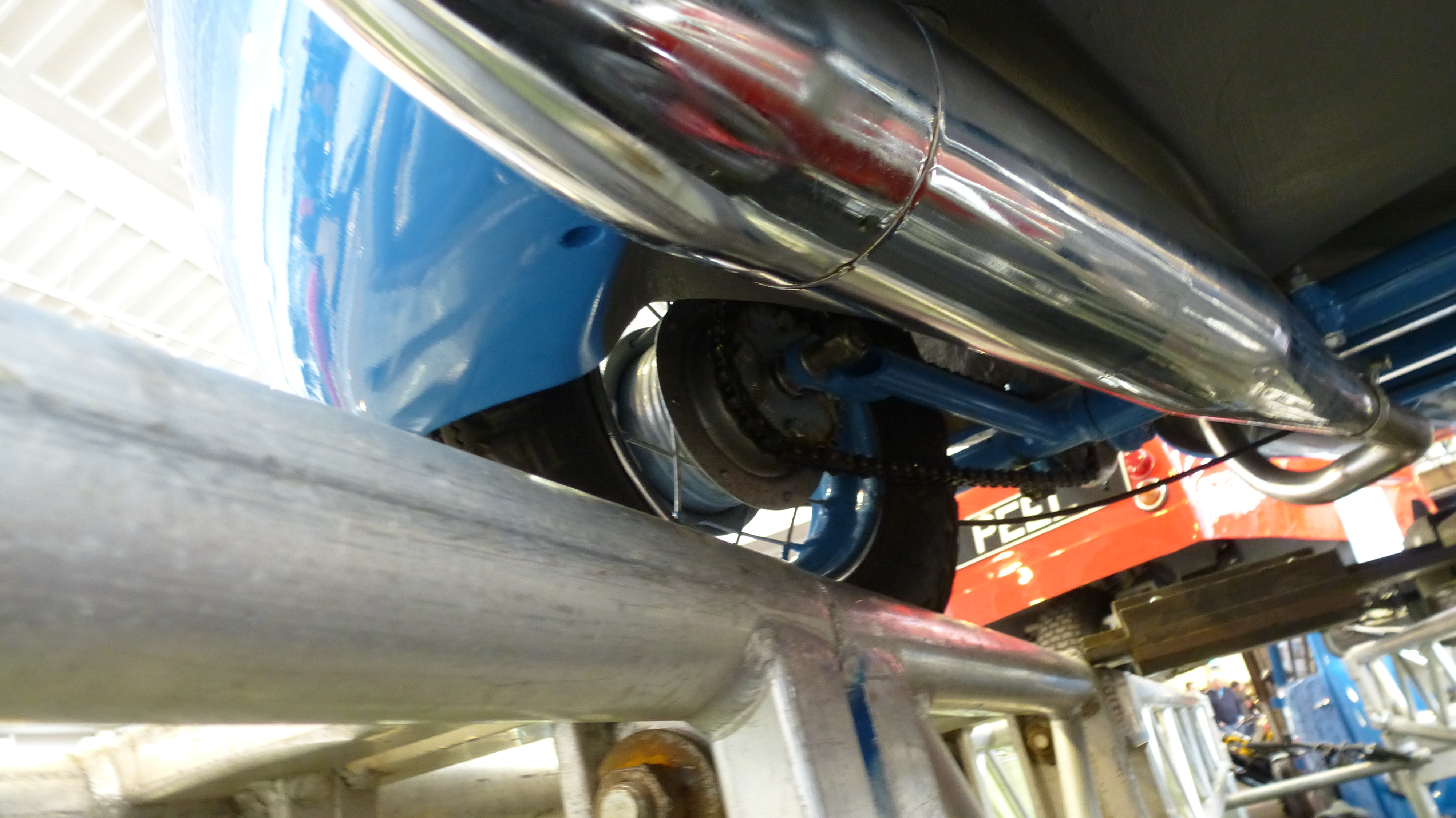
Detail der Kraftübertragung: Kettenantrieb allein auf das linke Hinterrad

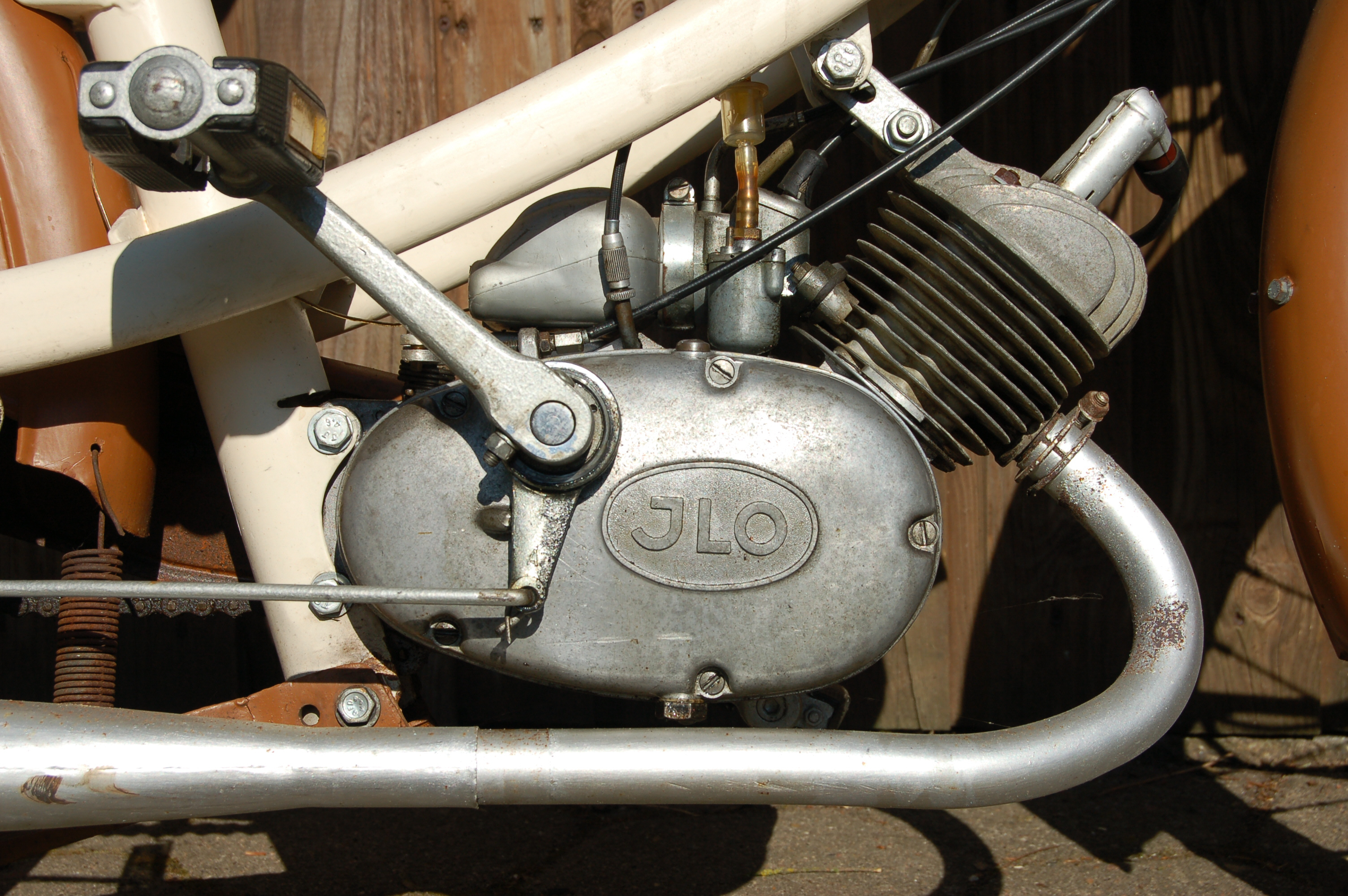
Die rechte Seite eines Ilo-Piano-Motors, eingebaut in ein zeitgenössisches Moped (Variante ohne Gebläse)

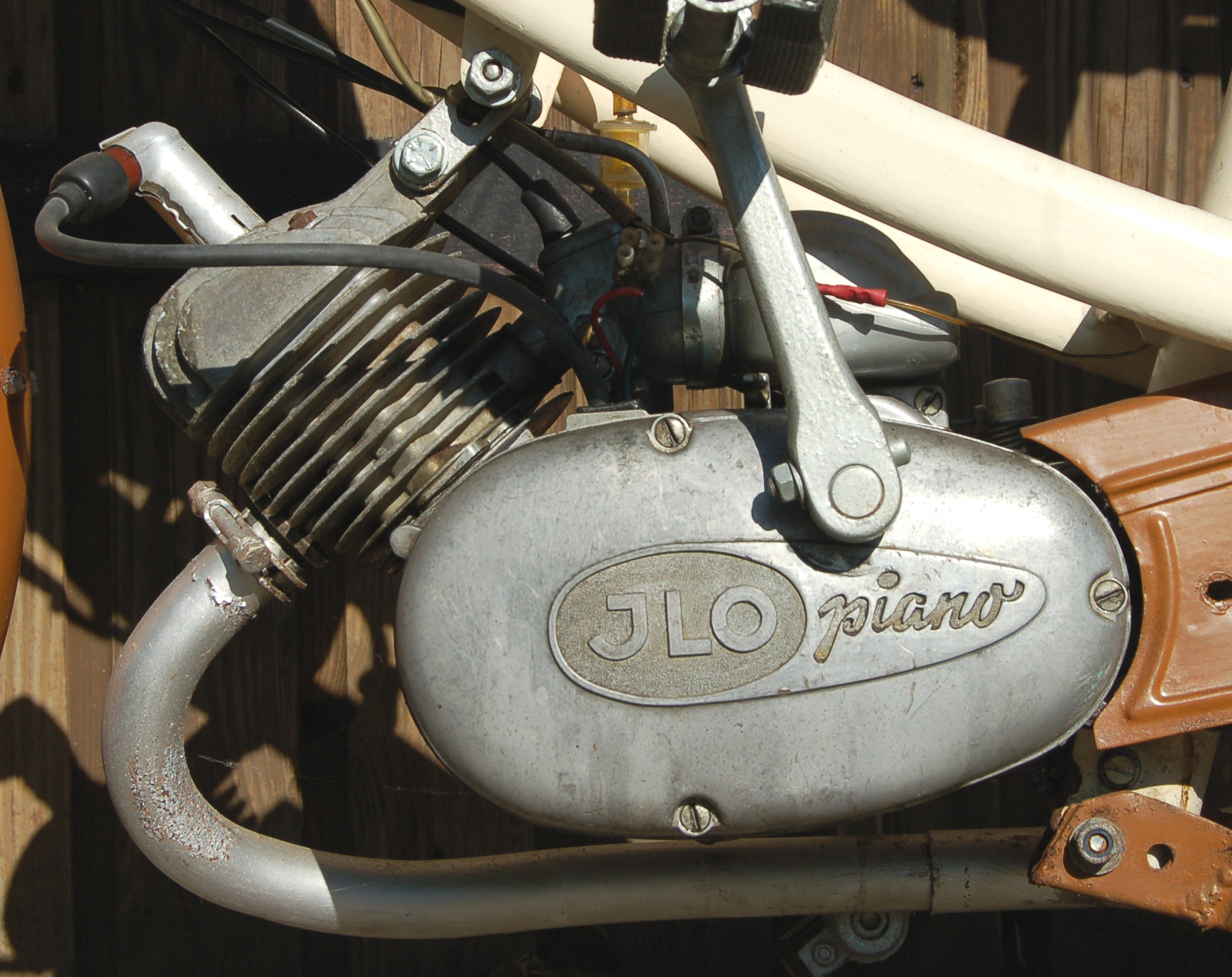
Die korrespondierende linke Seite: Abweichungen zum Mopetta-Motor betreffen die hier vorhandenen Pedale, das fehlende Lüftergebläse und die Anlassmechanik

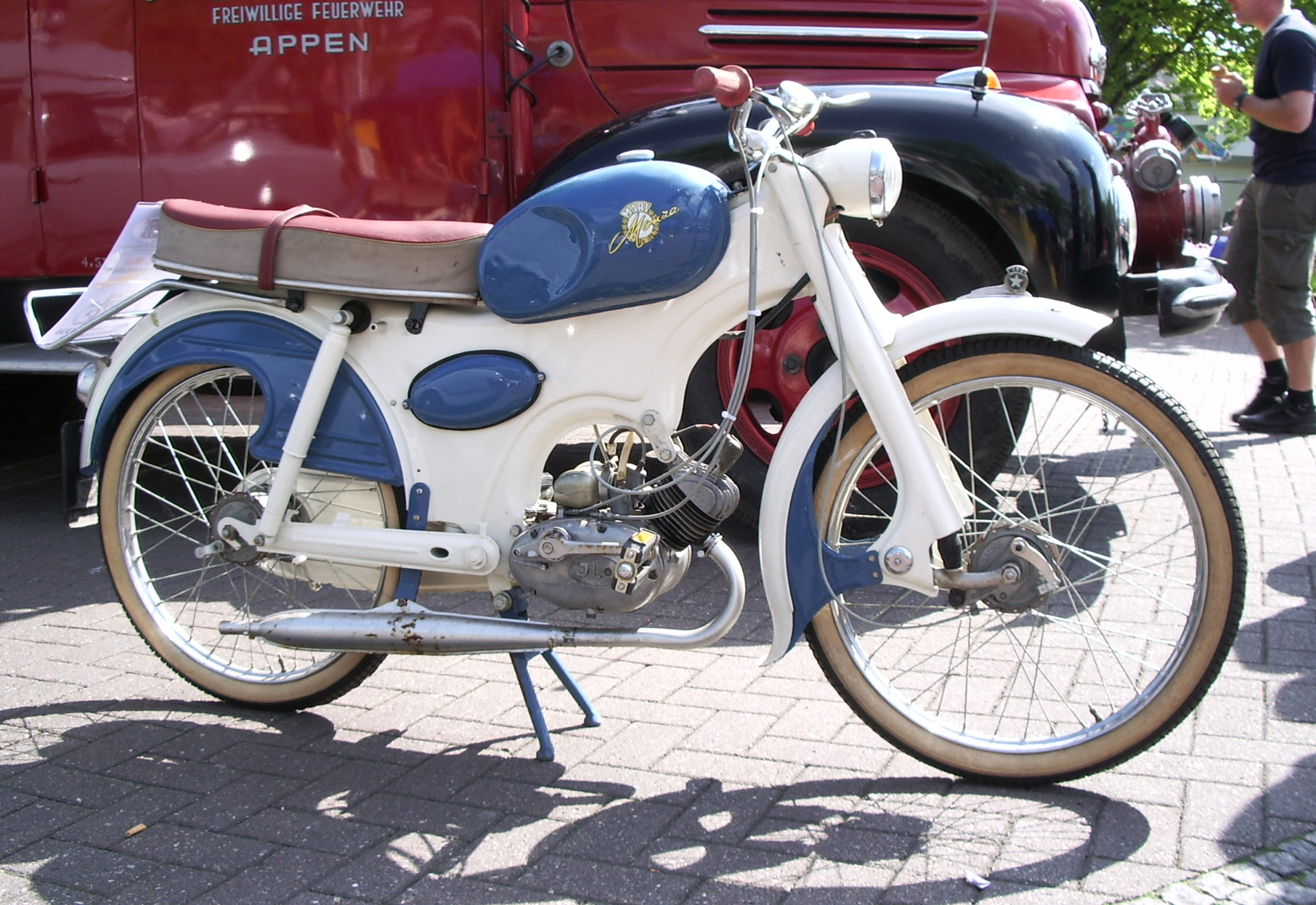
Der Ilo-Piano-Motor in einer Mars Monza

Als Motor der Mopetta-Serienausführung war nach ganz überwiegenden Quellen ein luft-/gebläsegekühlter Einzylinder-Zweitakt-Ilo-Motor des Typs Piano Dreigang V50 vorgesehen. Aus einer Zylinderbohrung von 38,0 Millimeter und einem Kolbenhub von 43,0 Millimeter ergibt sich ein Hubraum von rund 48,8 Kubikzentimeter. Bei einer Verdichtung von 8,7 : 1 resultiert nach der Mehrzahl der Quellen eine Leistung von 2,3 DIN-PS (1,7 kW) bei 5200 Umdrehungen pro Minute. Das maximale Drehmoment wird mit 1,75 mkp (17,2 Nm) bei 2850 Umdrehungen pro Minute angegeben.
Als Treibstoff und zur Motorschmierung dient ein vergleichsweise „fettes“ Benzin-Öl-Gemisch im Verhältnis 1 : 20. Die Kurbelwelle ist zweifach gelagert und für die Gemischbildung sorgt ein Pallas-Horizontalvergaser vom Typ P 12/1. Der Gasaustausch erfolgt per Umkehrspülung und gestartet wird der Motor dieser Sonderausführung mit einem Seilzug. Die Batterie hat 6 Volt/11 Ah und die Gleichstrom-Lichtmaschine leistet nur 17 Watt.
Die Kraftübertragung erfolgt über ein handgeschaltetes Getriebe mit Ratschenschaltung und drei Vorwärtsgängen, aber ohne Rückwärtsgang, sowie über eine Mehrscheibenkupplung. Die Gänge werden mit einem Drehgriff am Lenker gewechselt. Der Motor liegt seitlich links neben dem Fahrer und treibt über eine Kette allein das linke Hinterrad an; auf ein Differentialgetriebe kann dadurch verzichtet werden. Der erste Gang ist mit 3,82 : 1 übersetzt, der zweite mit 2,50 : 1 und der dritte mit 1,79 : 1; die Achsübersetzung beträgt 3,56 : 1.
Neben Fichtel & Sachs sowie Zündapp gehörte Ilo damals zu den größten deutschen Herstellern von Moped-Einbaumotoren. Der Ilo-Motor vom Typ Piano Dreigang V50 entstammt einer verzweigten Motorenfamilie, die auch die Varianten G50 und den Nachfolger V54 umfasst. Letzterer ist mit 2,5 PS (1,8 kW) etwas leistungsstärker; unklar ist, ob letzte Vorserienfahrzeuge diesen stärkeren Motor erhielten, er bei der geplanten Großserie eingesetzt worden wäre oder erst später als alternativer Austauschmotor diente. Das Grundmodell der Motorenfamilie, der Ilo Piano Zweigang G50, der ohne Kühlgebläse auskommt und einen Gang weniger als das herkömmliche Mopetta-Triebwerk hat, wiegt bereits neun Kilogramm. Statt des Pallas- kann bei dem Mopetta-Motor auch ein Bing-Vergaser vom Typ 1/12 verwendet werden; gebaut und zugeliefert wurden die Triebwerke von dem Süd-Ilo-Werk in München.
Nur für die ersten, frontgetriebenen Prototypen nutzte Brütsch einen Einbaumotor der deutschen Marke MOTA. Zumindest versuchsweise, eventuell für den geplanten Export in das Vereinigte Königreich, wurden werksseitig auch Motoren anderer Hersteller in die Mopetta eingebaut. So geht das Standardwerk von Rosellen, die grundsätzlich umfassendste Quelle zur Mopetta, ab Werk von einem Fichtel & Sachs-Triebwerk anstelle eines Ilo-Motors aus; eine englischsprachige Quelle nennt einen 50-Kubikzentimeter-DKW-Motor, wie er mehrfach auch für den britischen Kleinstwagen Peel P50 belegt ist. Andere zeitgenössische Bilder zeigen ein Mopetta-Einzelstück mit einem Zweitaktmotor unbekannter Herkunft mit liegendem Zylinder, Luftkühlung und einer ungewöhnlichen Karosserieeinbuchtung zur Kühlluftführung auf einen radial verrippten Zylinder. Hierbei dürfte es sich um ein Triebwerk des Unternehmens Ateliers de Mécanique du Centre (AMC) aus Clermont-Ferrand handeln, wie es ein französischer Partner von Brütsch ab 1958 in einem Lizenzbau der Rollera nutzte.
Das Dreigang-Schaltgetriebe der Mopetta war für zeitgenössische Mopeds ungewöhnlich, für den Kleinstwagen jedoch aus mehreren Gründen erforderlich. Trotz des Leichtbaus wog die endgültige Mopetta rund 45 Kilogramm mehr als ein herkömmliches damaliges Moped mit etwa 33 Kilogramm, mithin das fast 2,4-fache. Die relativ kurze Übersetzung des ersten Gangs war deshalb nötig, um eine hinreichend zügige Beschleunigung zu ermöglichen. Auch konnte nur auf diese Weise eine ausreichende Steigfähigkeit des Fahrzeugs am Berg gewährleistet werden, zumal bei der Mopetta – anders als bei einem Moped – mangels Pedalen kein unterstützendes Mittreten des Fahrers möglich ist. Mit ihrer „engen Abstufung“ helfen die übrigen beiden Gänge, den Motor möglichst im optimalen Drehzahlbereich zu halten.

### Maße und Gewichte

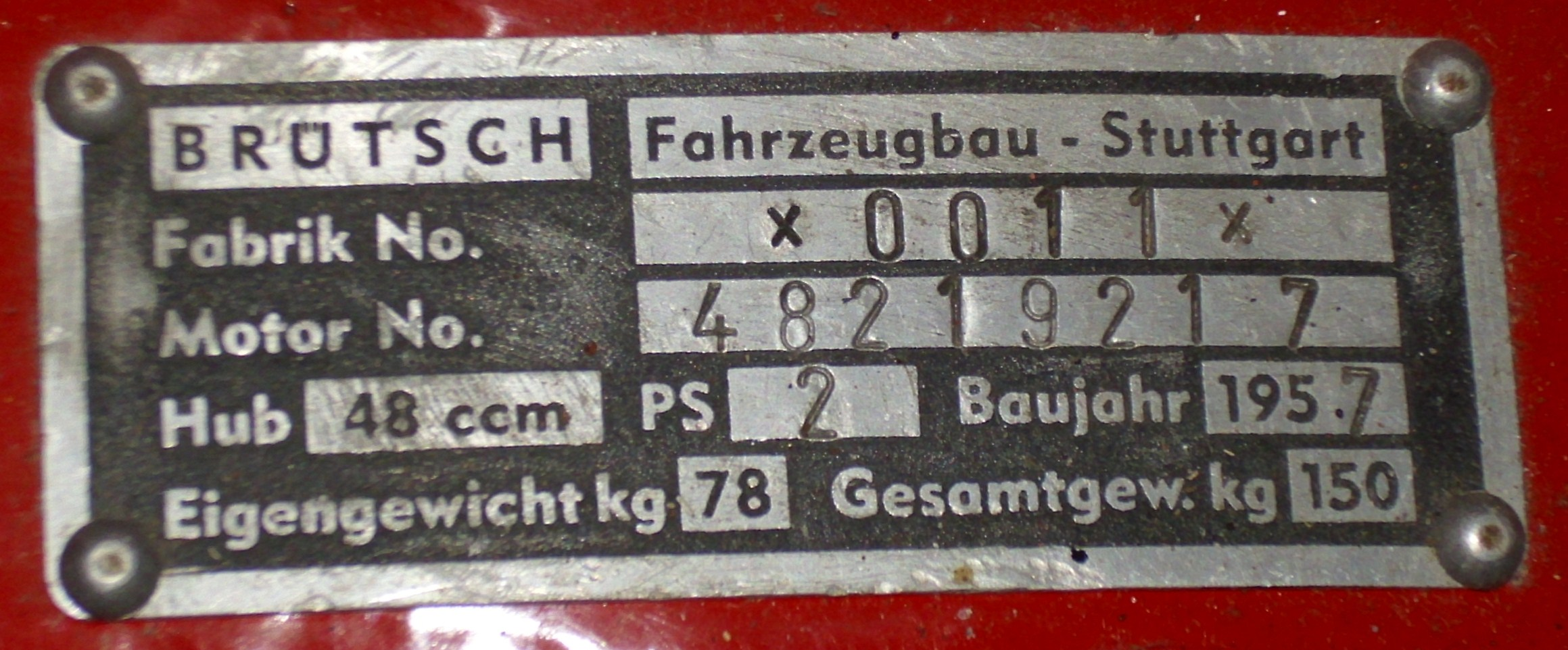
Das Typenschild der in Stopfenheim ausgestellten Brütsch Mopetta

Die Mopetta hat einen Radstand von lediglich 1000 Millimeter und eine hintere Spurweite von 751 Millimeter. Bei einer Länge von 1700 Millimeter war das Fahrzeugmodell zunächst 880 Millimeter breit, ab etwa Sommer 1957 durch veränderte Kotflügelkonturen 910 Millimeter; bei einer Bodenfreiheit von 180 Millimeter betrug die Höhe zunächst 1000 Millimeter, ab etwa Mitte 1957 durch eine veränderte Windschutzscheibe 1080 Millimeter. Der Durchmesser des Wendekreises beläuft sich auf 5,50 Meter.
Das Leergewicht der serienreifen Ausführung mit Hinterradantrieb lag zunächst bei 75 Kilogramm, ab etwa Mitte 1957 bei 78 Kilogramm und das zulässige Gesamtgewicht bei 150 Kilogramm, die Zuladung somit bei 75 beziehungsweise 72 Kilogramm. Der Tank fasst 7 Liter und der Motor verbraucht 2 Liter Zweitaktgemisch pro 100 Kilometer, woraus sich eine Reichweite von 350 Kilometer ergibt. Als Höchstgeschwindigkeit wurden – im Einklang mit den gesetzlichen Bestimmungen für Mopeds – zuletzt 45 Kilometer pro Stunde genannt.

## Der weitere Werdegang

### Egon Brütsch und sein Fahrzeugunternehmen ab 1957

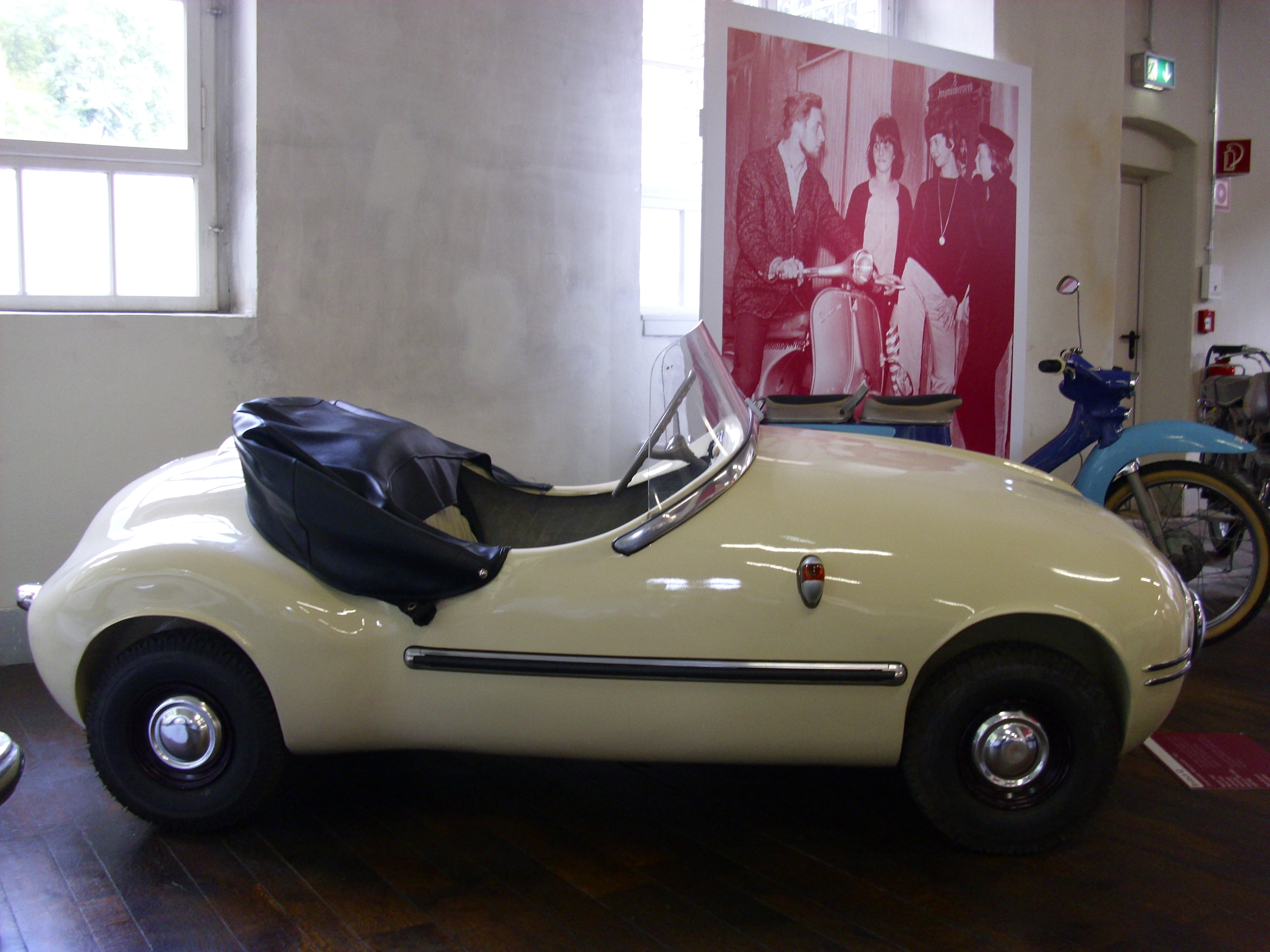
Der 2,55 Meter lange Brütsch V-2 (Volkszweisitzer) von 1957, das letzte türlose Modell, ehe Brütsch den Fahrzeugbau im Herbst 1958 aufgab

Als sich Georg von Opel im Frühjahr 1958 als Geldgeber und Organisator aus dem Mopetta-/Opelit-Projekt zurückzog, endete das Vorhaben. Weder Brütsch noch Horex hatten die Möglichkeit, die vorbereitete Großserienfertigung der Mopetta ohne Mitwirkung von Opels aufzunehmen. Zu diesem Zeitpunkt besaß Brütsch zehn Exemplare des Kleinstwagens.
Noch im Oktober 1957 war Brütsch mit einem eigenen Stand auf der Internationalen Automobil-Ausstellung in Frankfurt am Main vertreten gewesen. Die Fertigungsrechte für das Mopetta-Schwestermodell Pfeil verkaufte er für 10.000 D-Mark an einen Frankfurter VW-Händler, jedoch folgten wiederum keine Produktionsvorbereitungen. Mit dem Modell V-2, auch Volkszweisitzer genannt, stellte Brütsch in Frankfurt abermals einen neuen Typ vor. Der vierrädrige Wagen war größer als der Zwerg von 1955 und kleiner als der Pfeil von 1956; er wurde wahlweise mit dem 98-Kubikzentimeter-Motor der Rollera angeboten oder dem Maico-Motor aus der stärksten Zwerg-Variante mit 247 Kubikzentimeter Hubraum. Für das neue Modell fand sich abermals kein Lizenznehmer. Jedoch erwarb ein ausländischer Unternehmer, der in Frankreich ansässige Indonesier Ngo, nach der IAA 1957 noch die Fertigungslizenz für das Mopetta-Schwestermodell Rollera; auch in diesem Fall endete die Fertigung nach wenigen Einzelstücken.
Im März 1958 gab Brütsch die Weiterentwicklung des Modells Pfeil auf, ebenfalls noch im Frühjahr 1958 bei allen verbliebenen Brütsch-Modellen – neben der Mopetta auch den Schwestermodellen Rollera und Bussard sowie dem jüngsten Modell V-2. Nachdem auch sein letztes neues Projekt gescheitert war, der im Juli 1958 präsentierte zweisitzige Roadster V 2-N mit zwei Türen und dem Motor des Fiat Nuova 500, zog sich Brütsch im Herbst 1958 endgültig aus dem Automobilbau zurück. Im Alter von über 50 Jahren und mit beinahe erschöpften Geldmitteln wagte er einen unternehmerischen Neuanfang. Er nutzte dabei seine zwischenzeitlich gewonnenen Erfahrungen mit Kunststoffen, zunächst beim Bau von Kunststoff-Kugelhäusern für Spielplätze und die Gartengestaltung sowie schließlich für selbst entwickelte Fertighäuser aus Kunststoff. Wirtschaftlichen Erfolg hatte er schließlich mit dem Aufbau des Unternehmens POLA-Fertighaus.

### Georg von Opel, dieOpelit-Bootswerft undHorexnach dem Ende desMopetta-Projekts

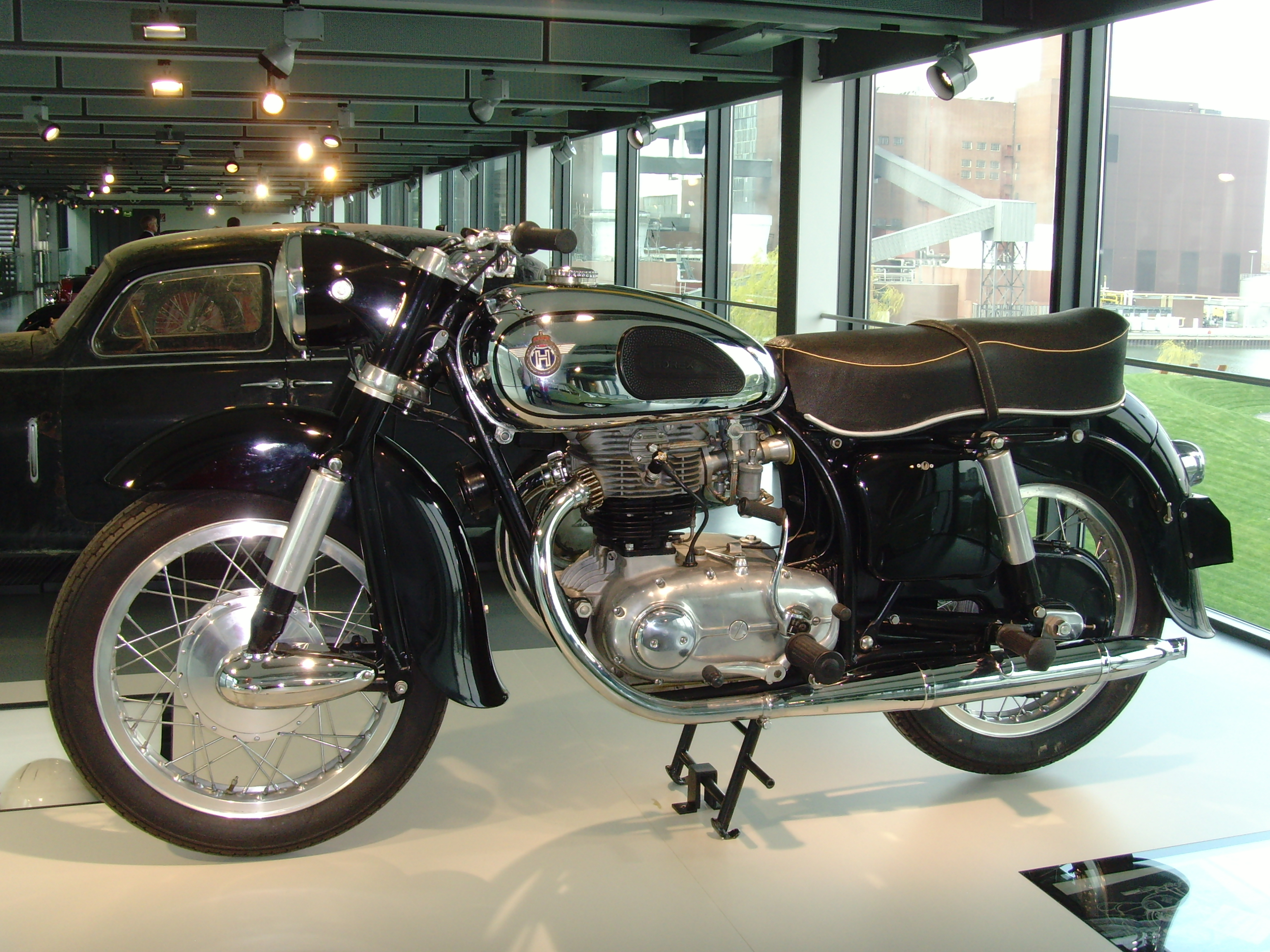
Eine Horex Imperator: Mit ihr und der Einzylinder-Resident endete die Motorradfertigung bei Horex 1959

Georg von Opel befasste sich nach dem Ausstieg aus dem Mopetta-Projekt nicht mehr mit der Entwicklung und dem Bau von eigenen Automobilen. Bis zu seinem Tod kümmerte er sich vornehmlich um seine zahlreichen Opel-Autohäuser in Hessen. Die eigenen Fertigungshallen, die für die Mopetta-Produktion, insbesondere die Karosseriefertigung vorgesehen waren, nutzte er für die Herstellung anderer Kunststoff-Produkte. Opelit bestand als Bootswerft mit Fertigung und Sitz in Frankfurt zumindest noch bis zu Beginn der 1970er-Jahre.
Fritz Kleemann, der Inhaber des Motorradherstellers Horex, bei dem die Mopetta/der Opelit in Großserie gebaut werden sollte, fand nicht mehr genügend Abnehmer für seine Motorräder und stellte die Fertigung 1959 ein. Teile der Motorenfertigung übernahm Friedel Münch, das übrige Werk die Daimler-Benz AG.

### Die einzelnenMopetta-Fahrzeuge
Obwohl nur 14 Mopettas entstanden, war sie damit das meistgebaute Brütsch-Modell noch vor dem Zwerg und dem V-2 mit jeweils 12 Exemplaren sowie dem Bussard mit 11.
Wie viele originale Mopettas heute noch vorhanden sind, ist nicht verlässlich geklärt, zumal in späteren Jahrzehnten mehrere originalgetreue, äußerlich mitunter nicht vom Original zu unterscheidende Nachbauten entstanden. In den verschiedenen Quellen werden teils vier, fünf oder sechs Fahrzeuge genannt. Die Angaben schwanken auch dadurch, dass unklar ist, ob auf die bloße Existenz der Fahrzeuge abgestellt wird oder sie auch fahrbereit sein sollen, ob sie auch originale Chassis haben müssen oder es ausreicht, dass ein Fahrzeug mit einer originalen Karosserie aufgebaut ist.

#### Allgemeines
Bei den einzelnen Fahrzeugen können die Originale dahingehend unterschieden werden, ob sie allein unter Führung von Egon Brütsch von dem Unternehmen Egon Brütsch Fahrzeugbau Stuttgart unter der Marke Brütsch gefertigt wurden, übergangsweise von dem Hersteller Mopetta GmbH unter der Marke Mopetta oder schließlich als Opelit beziehungsweise Opelit Mopetta in Hessen.
Andere Fahrzeuge wurden nachträglich mit einer originalen GFK-Karosserie aufgebaut, wobei die genaue Herkunft nicht immer vollständig geklärt ist. Bekannt ist, dass Ende der 1950er-Jahre überzählige Rohkarosserien, darunter auch solche des Modells Mopetta, unter freiem Himmel auf dem Grundstück von Egon Brütsch und in dessen Umgebung lagerten, für die er spätestens nach Aufgabe der Automobilfertigung im Herbst 1958 keine Verwendung mehr hatte; sie konnten einfach mitgenommen werden. Mehrere GFK-Rohkarosserien wurden durch Brütsch auf seinem Grundstück als Armierung einer Beton-Bodenplatte genutzt. Um 1975 wurde das Fundament wieder abgetragen; hierbei konnten zwei Mopetta-Karosserien geborgen werden, die an den Fabrikanten und Kleinwagensammler Martin Sauter gingen.
Einzelne GFK-Karosserien, darunter solche, die im Zuge von umfangreichen Restaurierungsarbeiten vorübergehend von allen Anbauteilen befreit worden waren, dienten seit den 1970er-Jahren als Ausgangsbasis für die Erstellung neuer Negativformen. Hierdurch können grundsätzlich originalgetreue neue GFK-Karosserien einzelstückweise oder in kleinen Serien in Handarbeit hergestellt werden. Diese Möglichkeit nutzte unter anderem der englische Unternehmer, Restaurator, ehemalige Museumsbetreiber, Kleinwagensammler und Mopetta-Besitzer Andy Carter für die Anfertigung von einzelnen Karosserien oder den Komplettaufbau ganzer Replika-Fahrzeuge. Einen ähnlichen Weg gingen die Gebrüder Bittner, ebenfalls Mopetta-Eigentümer und Betreiber eines Kleinwagenmuseums; von ihnen stammt die detailgetreue Nachfertigung, die bis 2013 im renommierten Bruce Weiner Microcar Museum ausgestellt war.

#### Die originalen Fahrzeuge der 1950er-Jahre
Zum Verbleib der frühen Mopetta-Prototypen mit vorderem Kühlergrill, für die ein Frontmotor mit Vorderradantrieb vorgesehen war, liegen keine näheren Informationen vor. Bilder eines hellen Vorführwagens mit seitlichem Motor und Hinterradantrieb, der mit Mopetta-Emblem und dem amtlichen britischen Kennzeichen „784 EPE“ in Großbritannien präsentiert wurde, legen den Schluss nahe, dass diese Karosserie durch Umarbeiten eines frühen Prototyps entstand; das geschlossene vordere Oval wirkt dabei wie nachträglich aufgesetzt.
Anhand zeitgenössischer Schwarzweißfotos von Vorführwagen lassen sich mehrere hinterradgetriebene Mopettas aus der Stuttgarter Zeit unterscheiden; ihre Gemeinsamkeiten sind die helle, vermutlich weiße Lackierung mit dunkel abgesetztem Dekorstreifen, aluminiumfarbige Felgen und dunkel, vermutlich schwarz lackierte hintere Fahrwerksausleger. Der Verbleib der einzelnen Fahrzeuge ist ungeklärt.
- Ein 1957 gezeigtes Exemplar ist durch einen sich nach vorne stärker verbreiternden Dekorstreifen gekennzeichnet; seitliche Leuchten fehlen ebenso wie ein Außenspiegel, ein Scheibenwischer, Instrumente und Schalter am Armaturenbrett sowie Vorrichtungen für ein Verdeck. An der Front befindet sich ein Brütsch-Emblem und vorne seitlich links ein Mopetta-Schriftzug. Das Fahrzeug trägt das (ungestempelte) Kennzeichen S – L 50.[42][43]
- Ein anderes Exemplar zeigt davon abweichend ein Klappverdeck, einen atypischen Einzylinder-Zweitaktmotor mit liegendem Zylinder, Luftkühlung ohne Gebläse, radial angeordneten Kühlrippen und (zeitweilig) einem Kickstarter, ferner eine länglich-konkave Karosserieeinbuchtung zur Kühlluftführung mit entsprechend verkürzter Chromzierleiste und einen geänderten Karosserieausschnitt für den Motor. Das Fahrzeug trägt das (ungestempelte) Kennzeichen S – P 98.[56]
- Unter anderem aus dem Verkaufsprospekt der Mopetta GmbH ist ein Exemplar mit weitgehend geradlinig-keilförmigem Dekorstreifen, Außenspiegel links und einem nach links weisenden Scheibenwischer bekannt. Es trägt kein vorderes Markenemblem, keine weiteren Schriftzüge und das (ungestempelte) Kennzeichen S – AA 50.[2]
- Aus der gleichen Quelle ist ein weitgehend baugleiches Exemplar mit einem Verdeck aus durchsichtigem Kunststoff bekannt; der Wetterschutz scheint über dünne Riemen am oberen sowie innen am unteren Scheibenrand festgezurrt zu werden. Das (ungestempelte) Kennzeichen lautet S – CX 74.[2]

Aus der späteren Zeit existieren Schwarzweißfotos von Vorführwagen mit geradlinig-keilförmigem Dekorstreifen, seitlichen Leuchten, linkem Außenspiegel, nach rechts weisendem Scheibenwischer und seitlichen Halterungen neben der Windschutzscheibe sowie Druckknöpfen hinter dem Cockpit für das Verdeck. An der Front sind ein Mopetta-Emblem und ein „Nummernschild“ mit der Aufschrift „1958“ für das Modelljahr. Die Hinterachsausleger scheinen teils hell, teils dunkel lackiert zu sein. Auf der IAA 1957 trug eine Mopetta das amtliche Kennzeichen F – DC 232.
Ein in England präsentierter Vorführwagen zeigt davon abweichend das wie aufgesetzt wirkende Frontoval, einen Außenspiegel rechts, einen nach links weisenden Scheibenwischer, eine kleine Ballonhupe links, eine zusätzliche Gummileiste am oberen Scheibenrand, ein Verdeck aus durchsichtigem Kunststoff und das amtliche britische Kennzeichen „784 EPE“.
Nicht im Einzelnen bekannt ist der genaue Verbleib der zehn Mopettas, die sich mit dem Ende des Fahrzeugprojekts im Frühjahr 1958 bei Egon Brütsch befanden. Von den insgesamt 14 Mopettas wurden fünf nach Großbritannien exportiert; sie wurden zumeist über MPHW Sales abgesetzt, ein auf Kleinstwagen verschiedener Marken spezialisiertes Verkaufsunternehmen, dessen Inhaber Froggatt auch Bruetsch Cars England, Limited unterhielt. Belegt ist ferner, dass Brütsch auf Ausstellungen im Verlauf des Jahres 1958 zumindest einzelne Mopetta-Fahrzeuge anbot und an Kunden verkaufte.

#### Der heutige Bestand

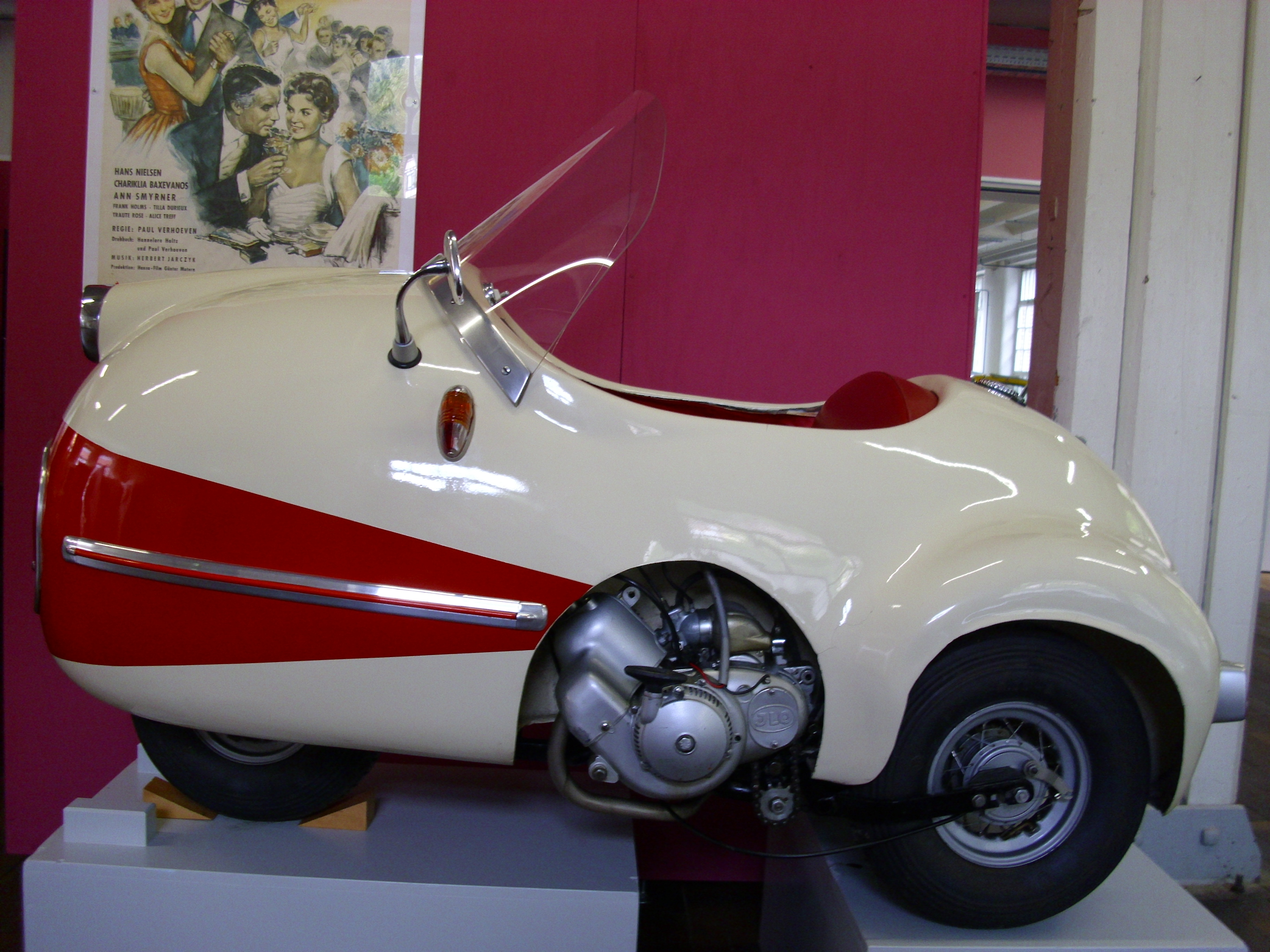
Die im Museum Erfinderzeiten in Schramberg ausgestellte Brütsch Mopetta

- Eine Brütsch Mopetta ist seit 2010 neben einem Brütsch V-2 in dem Museum Erfinderzeiten in Schramberg zu besichtigen. Das weiße Fahrzeug hat einen roten, geradlinig-keilförmigen Dekorstreifen, eine rote Innenausstattung, seitliche Blinkleuchten, einen Außenspiegel links, aber weder Verdeckvorrichtungen noch einen Scheibenwischer. Im aktuellen Zustand besitzt es vorne ein Brütsch-Emblem sowie Mopetta-Schriftzüge vorne links und hinten. Das Fahrzeug gehört dem Unternehmer und Museumsinitiator Martin Sauter und war vorher – noch ohne Front-Emblem und Mopetta-Schriftzüge – in Engstingen ausgestellt.[80]
- Eine äußerlich recht ähnliche weiß-rote Mopetta besitzt ein anderer deutscher Sammler. Unterscheidungsmerkmale sind ein sich nach vorne stärker verbreiternder Dekorstreifen und ein stärker überdachter Frontscheinwerfer. Das Fahrzeug ist in Deutschland als Moped zum öffentlichen Straßenverkehr zugelassen.[81][61]
- Eine weitere, äußerlich recht ähnliche Mopetta befindet sich im Fundus des Opel-Museums in Rüsselsheim und stammt aus dem früheren Besitz von Georg von Opel. Das im unrestaurierten Originalzustand befindliche Mobil ist vermutlich der einzige noch existierende Opelit; Besonderheiten sind das Verdeck mit einer Bespannung aus durchsichtigem Kunststoff, die spezielle, von Horex entwickelte Vorderradgabel und abweichende Anbauteile. Das Fahrzeug wird gelegentlich bei Sonderausstellungen gezeigt, so 2010 in Bad Homburg.[52][55][56][82]
- Eine weiße Mopetta mit blauem keilförmigen Dekorstreifen, blauen Felgenkränzen und einer roten Innenausstattung gehört dem Betreiber der Vehikelsammlung Eppelheim, Bert Grimmer. Besonderheiten sind ein spezielles Klappverdeck ohne seitliche Metallstreben an der Windschutzscheibe, ein hellgrau lackiertes Fahrgestell sowie zeitweise Weißwandreifen. Das Fahrzeug mit Brütsch-Emblem an der Front, Mopetta-Schriftzügen seitlich vorne rechts sowie hinten, seitlichen Leuchten und zwei Außenspiegeln ist Teil der Dauerausstellung und in Deutschland als Moped zugelassen.[83][84][85]
- Ein äußerlich recht ähnliches Fahrzeug hat eine blaue Innenausstattung, trägt an der Front ein Mopetta-Emblem statt eines von Brütsch und ist als Personenwagen in Recklinghausen zugelassen.[86][87][88]
- Eine weitere, äußerlich recht ähnliche Brütsch Mopetta mit blauer Innenausstattung befand sich bis 2013 im bekannten und renommierten Bruce Weiner Microcar Museum im US-Bundesstaat Georgia. Das Fahrzeug ist eine detailgetreue Nachfertigung, die die Brüder Bittner aus Stopfenheim erstellt haben.[77][89]
- Eine weiße Mopetta mit blauem keilförmigen Dekorstreifen und roter Innenausstattung, der jedoch viele Anbauteile fehlen, wurde in Fachkreisen erst 2016 bekannt. Statt des üblichen runden Motorausschnitts weist sie einen ungewöhnlichen, eher rechteckigen Ausschnitt auf. Das stark restaurierungsbedürftige Fahrzeug wurde Ende 2016 „für den Preis von ca. 3 Dacia Logans“ aus dem Saarland nach Berlin verkauft.[90]

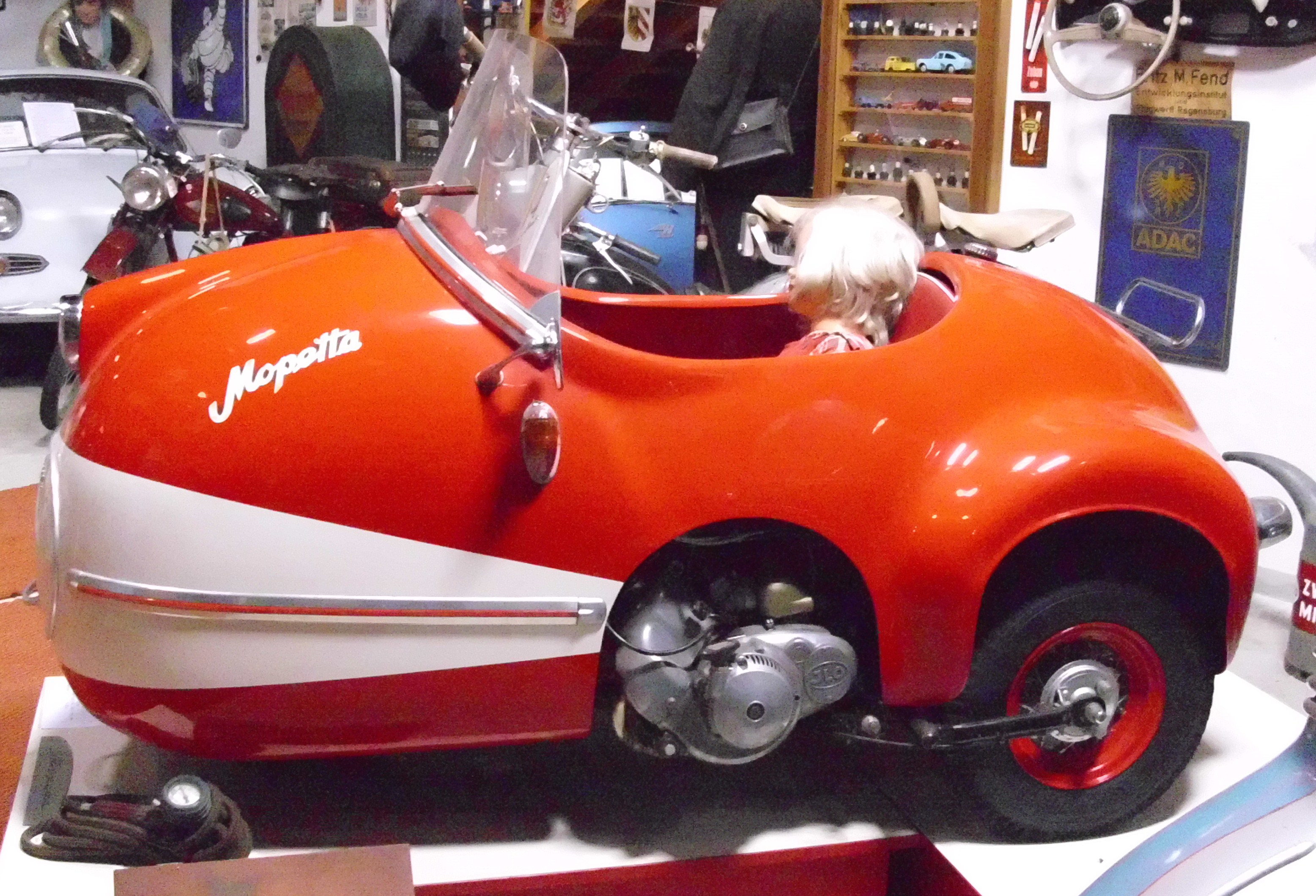
Die Brütsch Mopetta in der Fränkischen Kleinwagensammlung in Stopfenheim

- Die Brütsch Mopetta in der Fränkischen Kleinwagensammlung in Stopfenheim Eine rote Mopetta mit roter Innenausstattung, in Wagenfarbe lackierten Felgenkränzen und weißem keilförmigen Dekorstreifen, jedoch ohne Vorrichtungen für ein Verdeck ist Eigentum der Brüder Bittner, der Betreiber der Fränkischen Kleinwagensammlung in Stopfenheim. Das Fahrzeug mit Brütsch-Emblem an der Front, Mopetta-Schriftzügen seitlich vorne links sowie hinten, seitlichen Leuchten, einem Außenspiegel links und einem nach links zeigenden Scheibenwischer ist Teil der Dauerausstellung und in Deutschland als Moped zugelassen.[91]
- Eine äußerlich recht ähnliche Mopetta mit gleichem Farbschema gehört dem japanischen Kleinwagensammler und Museumsbetreiber Kouichi Yamanobe. Besonderheiten sind ein Klappverdeck mit Bespannung aus durchsichtigem Kunststoff, zwei waagerechte, parallele Chromzierleisten innerhalb des Frontovals sowie inzwischen rot lackierte Hinterachsausleger. Hingegen fehlen ein Hersteller-Emblem innerhalb des Frontovals und Mopetta-Schriftzüge, ebenso einige Anbauteile (die seitlichen Leuchten, ein Außenspiegel und der Scheibenwischer). Das stark beschädigte Fahrzeug war von einem Liebhaber restauriert worden, der jedoch keine Straßenzulassung erlangen konnte. Er verkaufte es daher an einen Sammler in den Vereinigten Staaten, der es später nach Japan abgab.[92]
- In England befindet sich eine Mopetta in unrestauriertem Originalzustand mit Karosserie, Felgenkränzen und Fahrgestell in Hellblau, einem keilförmigen Dekorstreifen in Weiß sowie einer dunkelroten Innenausstattung. Das im November 1957 erstmals zugelassene Fahrzeug hat seitliche Leuchten, einen nach rechts weisenden Scheibenwischer sowie – obwohl es für England bestimmt war – einen Außenspiegel nur auf der linken Seite. An der Front befindet sich ein Mopetta-Emblem und am Cockpit Vorrichtungen zur Befestigung des Verdecks, bestehend aus zwei Metallstreben rechts und links der Windschutzscheibe sowie einem atypischen Metallbügel um die rückwärtige Cockpithälfte. Das Fahrzeug ist mit dem britischen Kennzeichen „408 EPD“ weiterhin zum Straßenverkehr zugelassen.[93]
- Ein Schweizer besitzt eine dunkelblaue Mopetta mit blauer Innenausstattung, in Wagenfarbe lackierten Felgenkränzen und einem weißen keilförmigen Dekorstreifen; sie hat seitliche Leuchten und einen Spiegel links, jedoch keinen Scheibenwischer und keine Vorrichtungen für ein Verdeck. Das Fahrzeug trägt ein Brütsch-Emblem an der Front, jedoch keinen Mopetta-Schriftzug. Es wurde über vier Jahre restauriert, hat einen auf 3 PS (2,2 kW) leistungsgesteigerten Motor und ist seit 2004 in Zürich zum öffentlichen Straßenverkehr in der Schweiz zugelassen.[94]

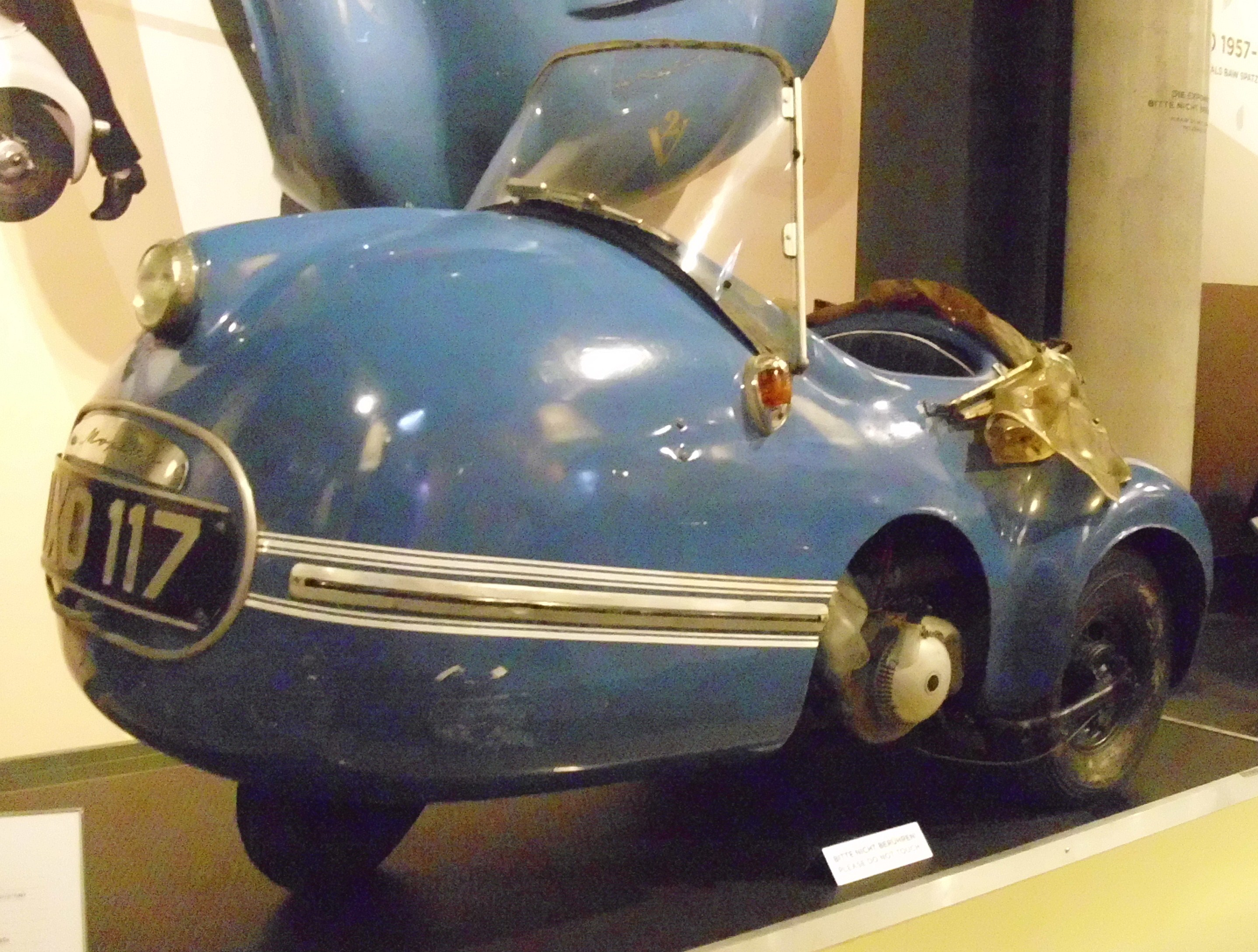
Eine Mopetta der Mopetta GmbH von 1957 im Museum PS-Speicher in Einbeck

- Eine Mopetta der Mopetta GmbH von 1957 im Museum PS-Speicher in Einbeck Im ehemaligen Automuseum Störy im niedersächsischen Bockenem war bis 2004 eine dunkelblaue Mopetta zu besichtigen; statt des üblichen keilförmigen Dekorstreifens hat sie eine feine weiße Linierung ober- und unterhalb der seitlichen Chromzierleiste, ferner seitliche Leuchten, einen nach links weisenden Scheibenwischer und ein mit durchsichtigem Kunststoff bespanntes Klappverdeck, jedoch keinen Rückspiegel. An der Front ist ein Mopetta-Emblem angebracht; das Fahrzeug trägt noch das vormalige britische Kennzeichen „UXO 117“. Ferner war in dem Museum eine rote Rohkarosserie und ein schwarz-lackierter Mopetta-Rahmen ausgestellt.[95] Die Mopetta wurde 2012 verkauft und gehört zum Bestand des 2014 neu eröffneten Motorrad- und Automobilmuseums PS-Speicher in Einbeck.

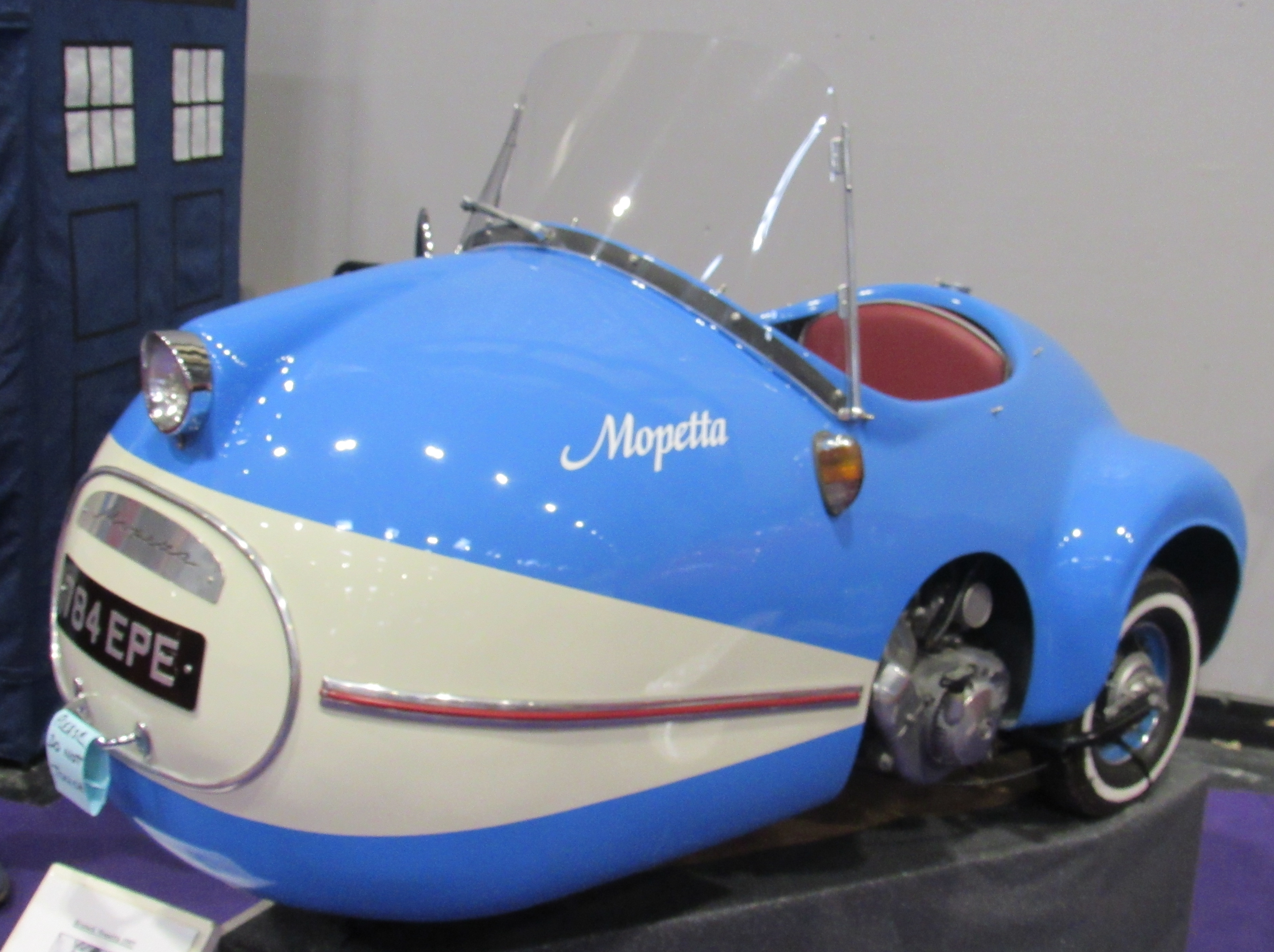
Eine Replika der Mopetta der Mopetta GmbH von 2010/2011 bei der NEC Classic Motor Show 2017

- Eine Replika der Mopetta der Mopetta GmbH von 2010/2011 bei der NEC Classic Motor Show 2017 Ende 2010/Anfang 2011 entstand für einen niederländischen Sammler und Museumsbetreiber eine weitere detailgetreue, hochwertige Nachfertigung durch Andy Carter. Das Fahrzeug war zunächst schwarz mit einem weißen, geradlinig-keilförmigen Dekorstreifen und roter Innenausstattung, eine Außenfarbe, die ab Werk nie verwendet wurde. Im Jahr 2017 wurde das Fahrzeug mit einer Lackierung in hellblau und weiß ausgestellt. Es trägt an der Front ein Mopetta-Emblem sowie das britische Kennzeichen „784 EPE“, das ursprünglich für den britischen Vorführwagen mit dem wie nachträglich aufgesetzt wirkenden Frontoval genutzt worden war.[96]

### DieMopettain den Medien
Wegen des minimalistischen Konzepts und der Seltenheit ist die Mopetta gelegentlich Gegenstand von zumeist populär-wissenschaftlichen und dokumentarisch-unterhaltenden Abhandlungen. Belegt ist eine Darstellung in dem britischen Dokumentarfilm Goodwood Revival Meeting im Jahr 2006 auf dem Goodwood Circuit, ferner eine Vorstellung im Rahmen der 2014 bis 2016 produzierten britischen Fernsehreihe James May’s Cars of the People (Folge 1.02).
Mitunter dient die Brütsch Mopetta dazu, automobile Gegensätze darzustellen. So verglich sie die Zeitschrift Auto Bild im April 2010 mit dem Lamborghini Murciélago LP640 Roadster und bezeichnete sie dabei als „das wohl langsamste Cabrio der Welt.“
Zu ihrer Zeit war die Mopetta ungewöhnlich häufig auf damals beliebten Sammelkarten abgebildet, wie sie insbesondere Zigarettenschachteln beigefügt waren. Im Jahr 1958 gab der britische Zigarettenhersteller Ewbanks Ltd. aus Pontefract in West Yorkshire eine Serie von 25 Sammelkarten der Reihe „Miniature Cars and Scooters“ heraus. Die Fahrzeuge sind künstlerisch verfremdet gemalt; die 6. Karte gibt eine nähere Beschreibung des Modells Opelit (Mopetta), nennt fehlerhaft Opel als Hersteller und zeigt eine Ausführung mit vorderem Kühlergrill entsprechend den Frontmotor-Prototypen von 1956. Eine realitätsnähere Zeichnung einer solchen Mopetta zeigt die Karte Nummer 14 der Serie „De auto in de moderne tijd“ der niederländischen Zigarettenmarke Full Speed Virginia Cigarettes. Das Mopetta-Einzelstück mit dem ungewöhnlichen liegenden Zylinder ist in Micky’s Auto-Album, Folge 30, abgebildet, das den zeitgenössischen Micky-Maus-Heften beigefügt war.

### Die heutigen Preise derMopetta
Mopettas werden wegen ihrer Rarität nur selten versteigert oder auf herkömmliche Weise verkauft, sodass aktuelle Preise kaum verlässlich angegeben werden können. Auch sind wertbildende Faktoren wie die Frage, inwieweit sich ein Fahrzeug im Originalzustand befindet, der konkrete Erhaltungszustand, die Korrektheit und Vollständigkeit der Anbauteile, die Dokumentation der Fahrzeuggeschichte und die Frage nach möglicherweise namhaften Vorbesitzern zu unterschiedlich für generalisierende Angaben.
Am 19. August 2005 versteigerte das Auktionshaus Bonhams in San Francisco, Kalifornien eine auf 2003 datierte Brütsch-Mopetta-Replika mit modernerem Einzylinder-Zweitaktmotor von Suzuki und Automatikgetriebe. Die von dem Briten Andy Carter aufgebaute Replika mit originalgetreuer Rohkarosserie, deren Anbauteile jedoch in vielfacher Hinsicht vom Original abweichen und deren Motor rechts eingebaut ist, erzielte 14.375 US-Dollar.
Am 14. Juli 2012 versteigerte das Auktionshaus Coys die originale hellblaue Mopetta von 1957 mit dem britischen Kennzeichen „408 EPD“ aus der ehemaligen Fahrzeugsammlung des Briten Malcolm Goldsworthy. Der Schätzpreis für das unrestaurierte, vergleichsweise schlecht erhaltene und nicht fahrfähige Fahrzeug lag bei 40.000 bis 50.000 Pfund Sterling. Wegen des Zustands erzielte es „nur“ 37.760 Pfund. Am 23. September 2017 stand das Fahrzeug äußerlich unverändert erneut zum Verkauf, nun im Brooklands Motor Museum und mit einem Schätzpreis von 45.000 bis 55.000 Pfund; der Zuschlag erfolgte diesmal für 46.000 Pfund.
Am 15./16. Februar 2013 versteigerte das Auktionshaus RM Auctions/Sotheby’s die weiß-blaue Brütsch-Mopetta-Replika, die über Jahre im renommierten Bruce Weiner Microcar Museum in Madison im US-Bundesstaat Georgia ausgestellt war. Der Schätzpreis lag bei 25.000 bis 35.000 US-Dollar. Tatsächlich erzielte das aufwendig nachgefertigte Fahrzeug 66.125 US-Dollar.

## Das kleinste Automobil der Welt?

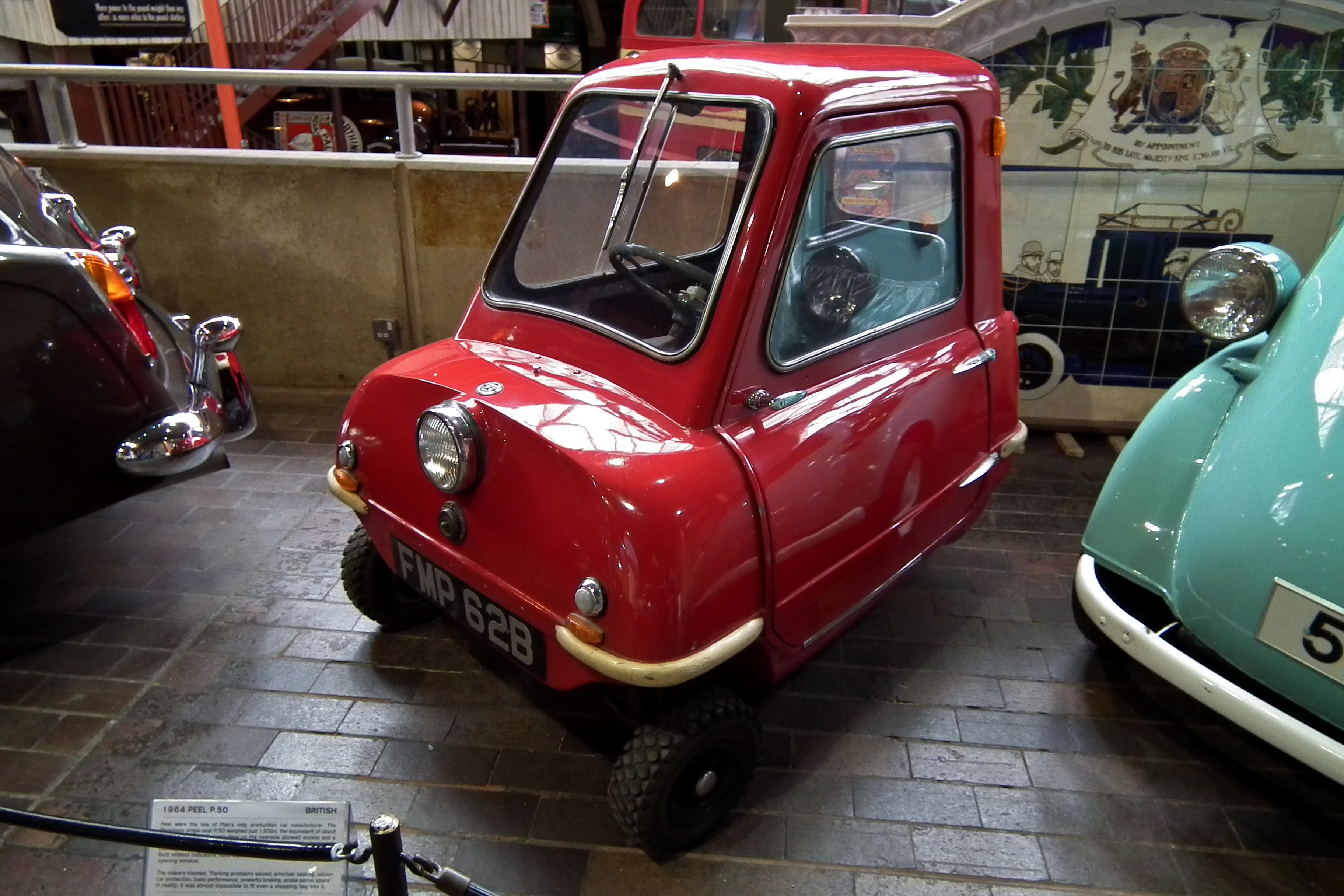
Konkurrenten der Mopetta um den „Titel“ „kleinstes Automobil der Welt“: Der britische Peel P50 und …

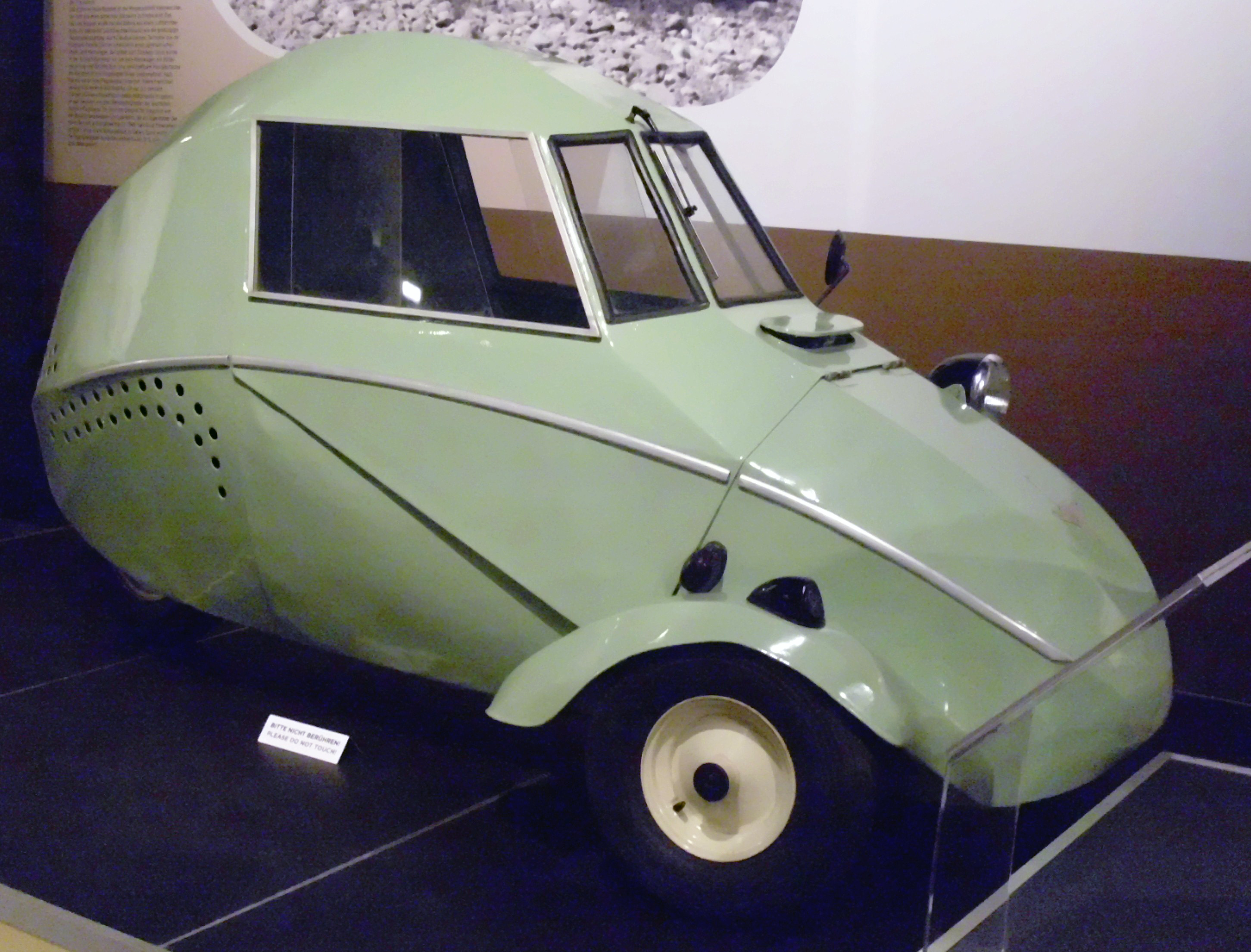
… der Fend Flitzer, Vorläufer des Messerschmitt-Kabinenrollers

Des Öfteren wird die Brütsch Mopetta als „das kleinste“ oder – einschränkend – als das „wahrscheinlich kleinste Automobil der Welt“ bezeichnet. Mitunter wird es vermeintlich präziser als das „kleinste Cabrio der Welt“ tituliert. Brütsch selbst hatte dieses Ziel ausgegeben und zu ihrer Zeit galt die Mopetta tatsächlich als das kleinste Automobil der Welt. Zeitüberdauernd werden derartige Bezeichnungen in Büchern und Internetveröffentlichungen jedoch mitunter auch anderen Fahrzeugen zuerkannt.
Ob die Einstufung zutrifft, hängt entscheidend von objektiven Vorgaben und subjektiven Vorstellungen ab. So kommt der Abgrenzungsfrage maßgebliche Bedeutung zu, ob ein bestimmtes Modell noch als Automobil beziehungsweise Personenwagen eingestuft wird, mit Blick auf straßenverkehrsrechtliche Vorschriften als (dreirädriges) Moped oder in anderen Fällen als reine Arbeitsmaschine oder bloßes Versehrtenfahrzeug/motorisierter Rollstuhl. Mitunter kommen Veröffentlichungen zu unterschiedlichen Ergebnissen, indem sie ausdrücklich oder konkludent nur Großserienfahrzeuge ab einer bestimmten Stückzahl in die Auswahl einbeziehen oder auch Kleinserienwagen, Einzelstücke oder gar nicht zum Straßenverkehr zugelassene Prototypen.
So war der britische Peel P50 von 1962 mit geschlossener hoher Fahrerkabine mit 1350 Millimeter Länge deutlich kürzer als die 1700 Millimeter lange Brütsch Mopetta; andererseits war die Mopetta deutlich niedriger und mit einem Gewicht von zuletzt 78 Kilogramm leichter als der Peel P50 mit 80 Kilogramm. Der Fend Flitzer besaß in seiner ursprünglichen, in circa 30 Exemplaren gebauten Version von August 1948 bis März 1949 einen noch kleineren Motor von Victoria mit nur 38 Kubikzentimeter Hubraum sowie 1 DIN-PS (0,74 kW) und wog leer nur 75 Kilogramm.

## DieBrütsch Mopettaals Replika

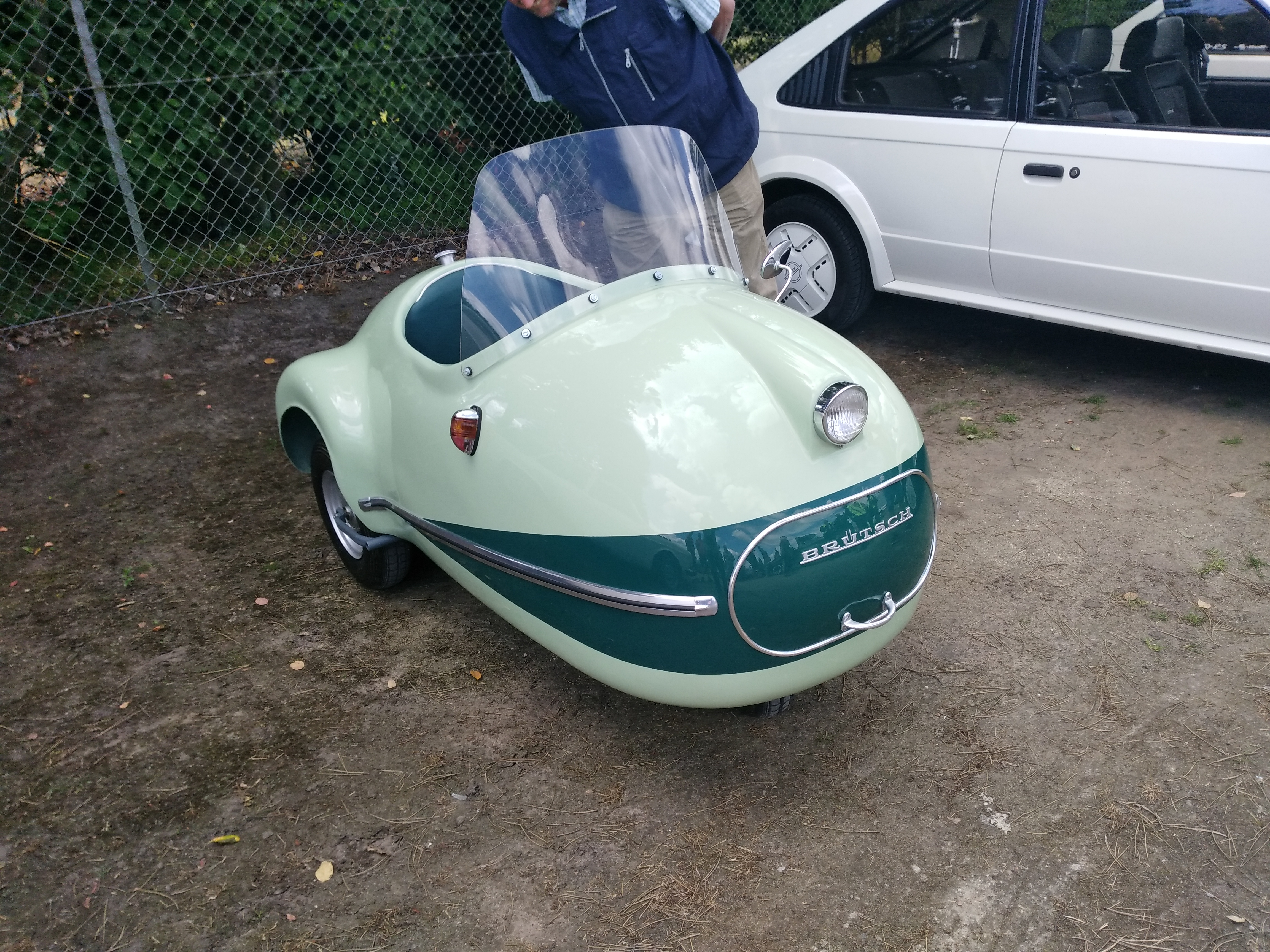
Eine Brütsch-Mopetta-Replika bei einer Veranstaltung in Haselünne mit atypischer Lackierung in grün

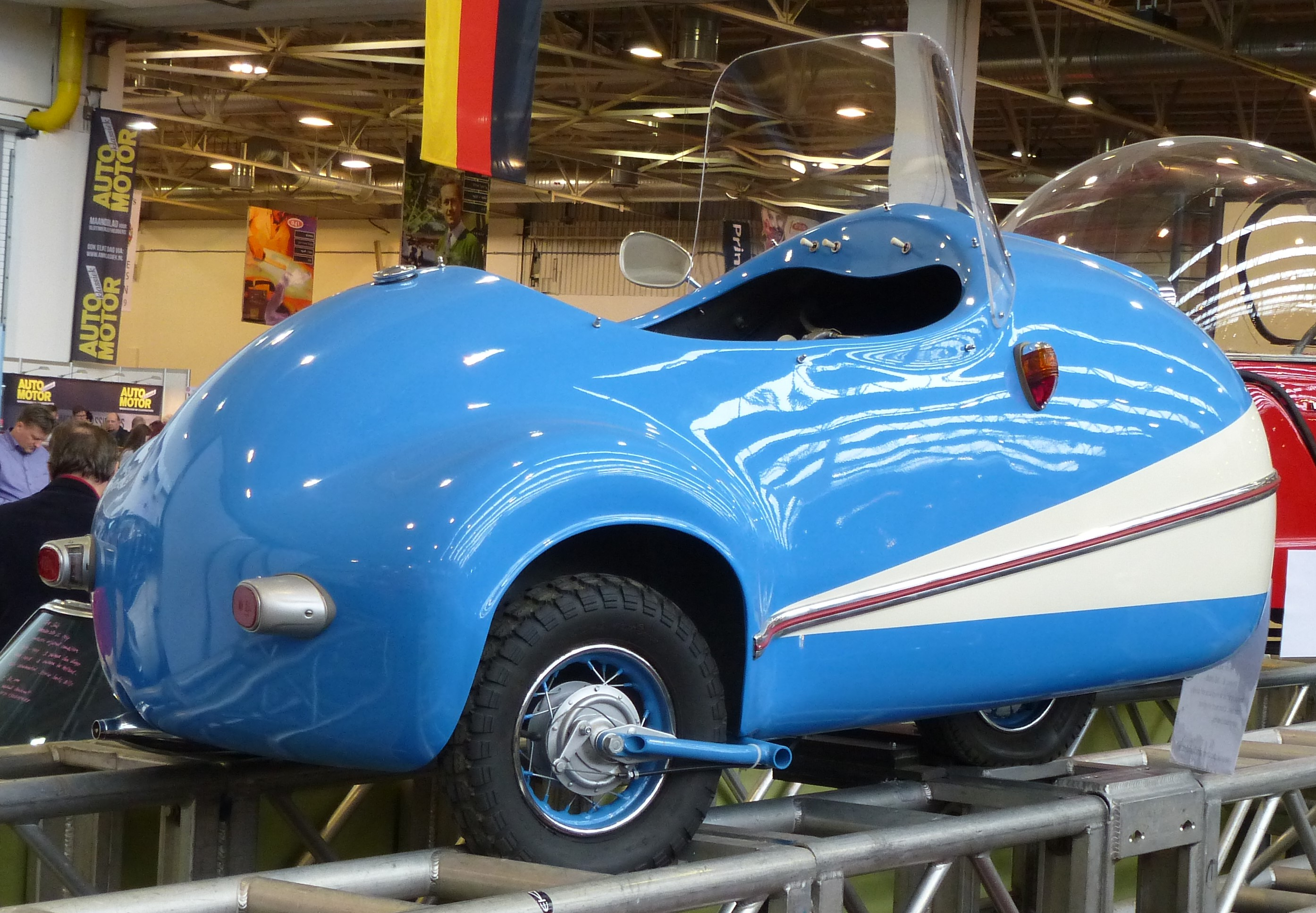
Von Andy Carter gefertigte Replika einer Mopetta bei der Techno-Classica 2018 in Essen

Die Idee, Nachbauten der Brütsch Mopetta herzustellen, lässt sich bis in die 1970er-Jahre zurückverfolgen: Sammler von Kleinwagen und Museumsbetreiber interessierten sich verstärkt für die Mopetta als ein ungewöhnliches Produkt der Wirtschaftswunderzeit und eines der kleinsten Automobile der Welt; die Zahl der erhalten gebliebenen Fahrzeuge war jedoch klein und diese zumeist in festen Händen. Ansporn waren aufgefundene originale Karosserien, solche unklarer Herkunft oder erste Nachfertigungen (Reproduktionen), wie sie aufgrund des GFK-Materials vergleichsweise leicht herzustellen sind. Schwieriger war die Situation bei der Mechanik:
Originale Motoren des Typs Ilo Piano Dreigang V50 mit Seilzugstarter entstanden in nur kleinsten Stückzahlen; sie waren und sind für Restaurierungen und Neuaufbauten nur äußerst selten erhältlich. Interessenten für eine Replika griffen daher vor allem anfänglich auf modernere Einzylinder-Zweitaktmotoren von Honda oder Suzuki zurück, teils mit Automatikgetriebe; zum Teil befinden sie sich aus konstruktiven Gründen auf der rechten statt linken Außenseite. Inzwischen sind geeignete Ilo-Motoren über ein niederländisches Ilo-Museum wieder verfügbar, wo die häufiger erhältliche Zweigangversion umgebaut werden kann.
Problematisch sind ferner die Chassis: Bereits in der Brütsch-Ära galten sie beim mangelnden Geradeauslauf, bei der vorderen und hinteren Federung sowie der vorderen Dämpfung als unausgereift. Sie müssen weitgehend selbstständig hergestellt werden, weil sie eine Eigenkonstruktion von Egon Brütsch ohne nennenswerten Rückgriff auf erprobte Zweiradkomponenten waren. Interessenten für eine Replika griffen vor allem anfänglich auf angepasste Chassiskomponenten von modernen Mopeds und Motorrollern aus zumeist japanischer Produktion zurück. Für die Mehrzahl der heute existierenden Replikas wurden gleichwohl die früheren Chassis anhand von Originalen aufwendig von Hand nachgebaut.
Die Replikas folgen unterschiedlichen Ideen: Anfänglich stand oft im Vordergrund, das frühere Fahrgefühl mit einem optisch wie technisch nur entfernt an das Original angenäherten Fahrzeug erleben zu können; Fahrtauglichkeit, geringe Kosten und die Möglichkeit, im Straßenverkehr Aufsehen zu erregen, waren wichtiger als ein originalgetreues Erscheinungsbild und zeitgenössisch korrekte Anbauteile. Andere Replikas, wie die vormals im Bruce Weiner Microcar Museum ausgestellte, sollen möglichst exakt das Original nachbilden, ohne zwingend fahrfähig sein zu müssen. Andere Besitzer wollen auch bei Oldtimerausfahrten teilnehmen und versuchen, das ursprüngliche Konzept punktuell zu verbessern.
Einer der bekanntesten und ältesten Hersteller von Mopetta-Replikas war der Engländer Andy Carter. Als früherer Besitzer eines Originals, Restaurator und Betreiber des ehemaligen Bubblecarmuseum in Byard’s Leap nahe Cranwell in Lincolnshire baute er nach Kundenwunsch individuelle Fahrzeuge in seinem Unternehmen Andy’s Modern Microcars nach. Nach der nicht mehr aktiven Webseite kostete eine fahrfertige Brütsch-Mopetta-Replika zuletzt im Juli 2014 ab 14.950 Pfund Sterling.
Eine der bekanntesten Replikas der Brütsch Mopetta befand sich bis zu ihrem Verkauf 2013 in der Kleinwagensammlung von Bruce Weiner. Sie entstand bei den Betreibern der Fränkischen Kleinwagensammlung in Stopfenheim, den Gebrüdern Bittner; daneben fertigten sie zumindest zwei weitere Replikas, nach einer Quelle sogar 14.
Gelegentlich erscheinen nachgefertigte Karosserien oder angefangene Replika-Projekte auf Verkaufsplattformen und in Foren. Vereinzelt werden Vorhaben bekannt, mit denen eine Nachfertigung in größerem Stil angestrebt wird.

## DieBrütsch Mopettaals Miniaturmodell
Wegen ihres ungewöhnlichen Konzepts und der geringen Größe ist die Brütsch Mopetta seit Längerem ein beliebtes Vorbild für Miniaturmodelle. Sie dienen weniger als Spielzeug im engeren Sinne, sondern je nach Maßstab zur Ausgestaltung von Modelleisenbahn-Landschaften und vor allem als teils hochpreisige Sammelobjekte für Automobilenthusiasten.
Im Maßstab 1 : 87 gab es den Frontmotor-Prototyp der Mopetta in Kleinserie seit Beginn der 1980er-Jahre mit einer Länge von rund 20 Millimetern – bis 1983 als Ganther-Modell von Uwe Ganther, danach bis etwa 2005 als Ganther-Modell von Eberhard Schmidt (EMS). Seit mehreren Jahren vertreibt Saller in Kleinserie die hinterradgetriebene Mopetta im selben Maßstab.
Im Maßstab 1 : 43 bietet Schuco seit Ende 2015 ein auf 1000 Exemplare limitiertes Set an: Es zeigt den typischen „Huckepack“-Transport von Egon Brütsch mit einem Mercedes-Benz 170 V und je einer Brütsch Mopetta auf dem Dach und auf dem Kofferraum. Seit 2017 hat Schuco die Brütsch Mopetta in den Farbkombinationen blau/weiß und rot/weiß auch im Maßstab 1 : 18 im Angebot.
Aus japanischer Fertigung stammt ein Mopetta-Miniaturmodell im Maßstab 1 : 24. Weitere Miniaturmodelle der Mopetta sind vor allem aus der Volksrepublik China und Japan bekannt.

### Bücher
- Hans Peter Rosellen: Deutsche Kleinwagen nach 1945 – geliebt, gelobt und unvergessen. Weltbild Verlag, Augsburg 1991, ISBN 3-89350-040-5, S. 176–197, insbesondere S. 184–189 und 193 f.
- Adam Quellin: The little Book of Microcars. Veloce Publishing, Poundbury, Dorchester, Dorset, Vereinigtes Königreich 2015 (E-Book), ISBN 978-1-84584-894-1, Chapter 4: The automotive Tiddlers (englisch).
- Clive Gifford: DK – Cars, Trains, Ships & Planes – A visual encyclopedia of every vehicle. Dorling Kindersley, London, Vereinigtes Königreich 2015, ISBN 978-1-4093-4850-4, S. 92 f. (englisch).
- Jeff Clew: Motorcycling in the 50s. Veloce Publishing, Poundbury, Dorchester, Dorset, Vereinigtes Königreich 2016 (E-Book-Version der gedruckten Ausgabe von 1995), ISBN 978-1-84584-754-8, Chapter The bubble that burst (englisch).

### Zeitschriften
- Popular Mechanics. Band 107, Nr. 4, April 1957, S. 97. (englisch)
- auto motor und sport. Nr. 20/1957, 21. September 1957.
- Das Moped. Nr. 10/1957, Kleinwagen 1957.
- Popular Mechanics. Band 109, Nr. 4, April 1958, S. 133. (englisch)
- Automobil- und Motorrad-Chronik. Heft 5/1977, S. 10–11, 17 und 37.
- Oldtimer Markt. Martin Brüggemann: Klein-Kunst; Egon Brütsch – der Traum vom großen Durchbruch mit kleinen Automobilen. Heft 6/2002, Juni 2002, S. 10–18.
- Auto Bild. Jörg Maltzan: Zwei Cabrios, zwei Welten – Lamborghini Murciélago/Brütsch Mopetta (Vergleichstest), 14. April 2010, wiedergegeben hier, abgerufen am 14. Januar 2017.